# عبيدة البنكي
عُبَيدة البَنْكي (ولد 1383 هـ / 1964 م) مهندس زراعي وخطَّاط سوري عالمي، خطَّ مصحف قطر، والعُملة القطرية الجديدة. أقام معارِضَ للخطِّ وشارك في الكثير منها، ونال العديد من الجوائز في العالم العربي والإسلامي. استقرَّ في الدوحة منذ 2004 متفرِّغًا لكتابة المصحف والإشراف على مسابقات الخط، ويعمل عضوًا في لجنة طباعة المصحف الشريف بمكتب وزير الأوقاف والشؤون الإسلامية بقطر. له عناية باقتناء المصاحف المختلفة، وحصَّل عددًا كبيرًا من نوادر المصاحف المطبوعة والمخطوطة. كرَّمه عددٌ من رؤساء العالم، على رأسهم أمير قطر، وحاكم الشارقة، ومنحه الرئيس التركي الجنسية التركية تقديرًا لأعماله الإبداعية.

## ولادته ونشأته

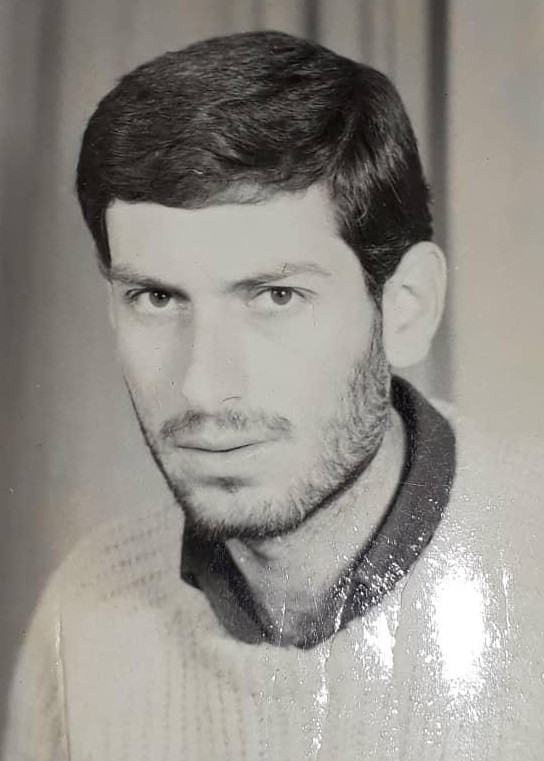
عُبَيدة البَنْكي في شبابه عام 1982

وُلد أبو عمر، عُبَيدة بن محمد صالح بن محمد رشيد البَنْكي في مدينة دير الزور بمِنطقة الفُرات السورية، في يوم الخميس 7 شوَّال 1383هـ الموافق 20 فبراير (شُباط) 1964م، ونشأ في رعاية أب مثقف شاعر يعمل في الحقل التربوي مديرًا لإحدى مدارس المدينة، ثم تولَّى منصب نقيب المعلِّمين في دير الزور. ومن شعره قوله:
التحقَ عبيدة بكلية الهندسة الزراعية في دير الزور التابعة لجامعة حلب، وحصل منها على الإجازة (بكالوريوس) عام 1997. ثم عمل مهندسًا زراعيًّا في وِزارة الرِّي بحوض الفرات في مدينته دير الزور، مع عمله في مجال هوايته بالخطِّ وكتابة اللوحات والإعلانات.

## مع الخط العربي
اكتشف البَنْكي حبَّه للرسم وفنِّ الخطِّ العربي في وقت مبكِّر من عمره وهو طفل قبل دخوله المدرسة، إذ كان يرافقُ والده إلى المدرسة التي يعمل مديرًا لها، ولفتَه خطُّ أستاذ في المدرسة مشهور بحُسن خطِّه اسمه حسان خاطر فصار يراقب حركة يده، ويقلِّد كتابته. وكانت لدى أبيه في البيت مكتبةٌ مَلأى بالكتب والمراجع فكان يتأمَّل في عناوينها المكتوبة بخطوط كبار الخطَّاطين من أمثال سيِّد إبراهيم، وبدوي الديراني، وهاشم البغدادي، وحُسني البابا، ثم يجتهد في احتذائها ومحاكاتها، وقد صارت خطوطهم مصدرَ إلهام له.
في السابعة من عمره وهو طالب في الصف الثاني الابتدائي، حضر وفدٌ من وِزارة التربية فطلب إليه الأستاذ أن يكتب على السَّبُّورة بعض العبارات، فكتبها بخطٍّ حسن حظي بإعجاب الوفد وتصفيقه. ثم في عام 1975 وكان في نحو العاشرة من عمره تقريبًا، خطَّ لوحة للآية القرآنية: {إنَّ الذين يُبايِعُونك إنَّما يُبايِعُونَ الله يَدُ اللهِ فوقَ أيديهِم}، اقتفى فيها أسلوب الخطَّاط هاشم البغدادي. كلَّفته اللوحة حينئذٍ نصف ليرة سورية، وباعها بليرة، ففرح بهذا المكسب. وكان من بواكير أعماله خطُّه لكتاب "الأمثال الفراتية" للأستاذ أحمد شوحان.
وفي عام 1977 حين زار الرئيس المصري أنور السادات الكنيست الإسرائيلي، ضجَّ العالم العربي رفضًا لتصرُّفه، وخرجت مظاهرات شعبية في كثير من المدن العربية استنكارًا للتطبيع مع الكِيان الصِّهْيَوني، فنشِط البنكي في كتابة اللافتات التي تُرفع في المظاهرات بدير الزور.
تخرَّج في الخطِّ بعدد من كبار الخطَّاطين المُتقنين، فمضى إلى دمشق وأخذ أصول الخطِّ العربي عن الخطَّاط البارع أحمد الباري كاتب المصاحف الشريفة، وتلقَّى عنه خطَّ النستعليق. وتردَّد إلى الخطَّاط محمد القاضي ابن دير الزور المقيم بدمشق أيضًا وانتفع به. ثم شدَّ الرحال إلى تركيا للتدرُّب على يد شيخ الخطَّاطين الأتراك في إستانبول الشيخ حسن جلبي تلميذ الخطَّاط الكبير حامد الآمدي، فلازمه ثلاث سنوات، حتى نال منه الإجازة بفنِّ الخطِّ العربي عام 1999.
يُتقن عبيدة البنكي جميعَ الخطوط، ولكنه تخصَّص أخيرًا بخطِّ الثلث والنسخ والتعليق. وكان يميل في أوَّل أمره إلى المدرسة العراقية في الخطِّ، التي يمثِّلها الأستاذ هاشم البغدادي، ثم تحوَّل إلى مدرسة الخطاط التركي محمد شوقي، المتميِّزة بالقوة وإتقان القواعد وضبط الخط، مع العناية بجماليات الكتابة، والحِرص على إبراز الجوانب الفنية التي ترقى بفنِّ الخطِّ العربي.
تقدَّم إلى مسابقة كتابة "مصحف قطر" عام 2001 وفاز بالجائزة الأولى، وطُبع المصحف بخطِّه. واختير لكتابة خطوط الإصدار الخامس من العُملة الورقية القطرية، التي صدرت في ديسمبر 2020، فكان ذلك إنجازًا له يُضاف إلى إنجازه السابق. وقد استعمل في كتابة العُملة الجديدة أربعة خطوط، هي: الثلث، والمحقَّق، والإجازة، والنسخ، وحرَص فيها على الجمع بين الجمال والوضوح في القراءة. ثم تخليدًا لذكرى استضافة قطر لكأس العالم 2022، أصدرت الدولة القطرية عُملة جديدة من فئة 22 ريالًا، كتب خطوطها عبيدة البنكي أيضًا، وهي تُبرز الإرث الحضاري لدولة قطر. وقد أطلقها مصرِف قطر المركزي قبل عشرة أيام من أوَّل مباريات كأس العالم.
شارك البنكي في كثير من المسابقات وحصل على عشرات الجوائز، من ذلك مشاركاته في مسابقات مركز الأبحاث للتاريخ والفنون والثقافة الإسلامية (إرسيكا) في إستانبول، التي فاز بكثير منها، ثم صار عضو لجنة التحكيم فيها، فشارك في لجنة المسابقة الدَّولية الخامسة باسم الخطَّاط المصري سيِّد إبراهيم عام 2003، والمسابقة الدَّولية السادسة باسم الخطَّاط الفارسي ميرعماد الحسني عام 2006.
من أشهر تلاميذه الخطَّاط السوري حسام علي المطر من الرقَّة، الذي حصل منه على إجازة بخطَّي الثلث والنسخ، وصادق على الإجازة الأستاذ داود بكتاش وهو أيضًا من تلاميذ الشيخ حسن جلبي، وأُقيم حفل خاصٌّ بهذه المناسبة في مركز إرسيكا، وهي الحالة الأولى من نوعها التي يُجيز فيها خطَّاطٌ عربي خطَّاطًا عربيًّا آخرَ في إستانبول، وبرعاية الخطَّاطين الأتراك ومصادقتهم.
ويُعَدُّ عبيدة البنكي اليوم أحدَ أبرز الخطَّاطين السوريين المعاصرين الذين رفدوا مسيرةَ الخطِّ العربي في العالم العربي والإسلامي بالجديد من الإبداعات، ومن الذين حملوا الرسالة بعشق لهذا التراث المتجدِّد، مع الأساتذة: عثمان طه، ومحمد قنوع، ومحمود هوَّاري، وأحمد الباري، ومحمد القاضي، وأحمد المفتي، وعدنان شيخ عثمان، ومحمد الحدَّاد، وشكري خارشو، ووليد محيي الدين. وهؤلاء هم امتداد لمدرسة الخطِّ الشامية التي أرسى قواعدها ممدوح الشريف، وبدوي الديراني، وحِلمي حبَّاب.

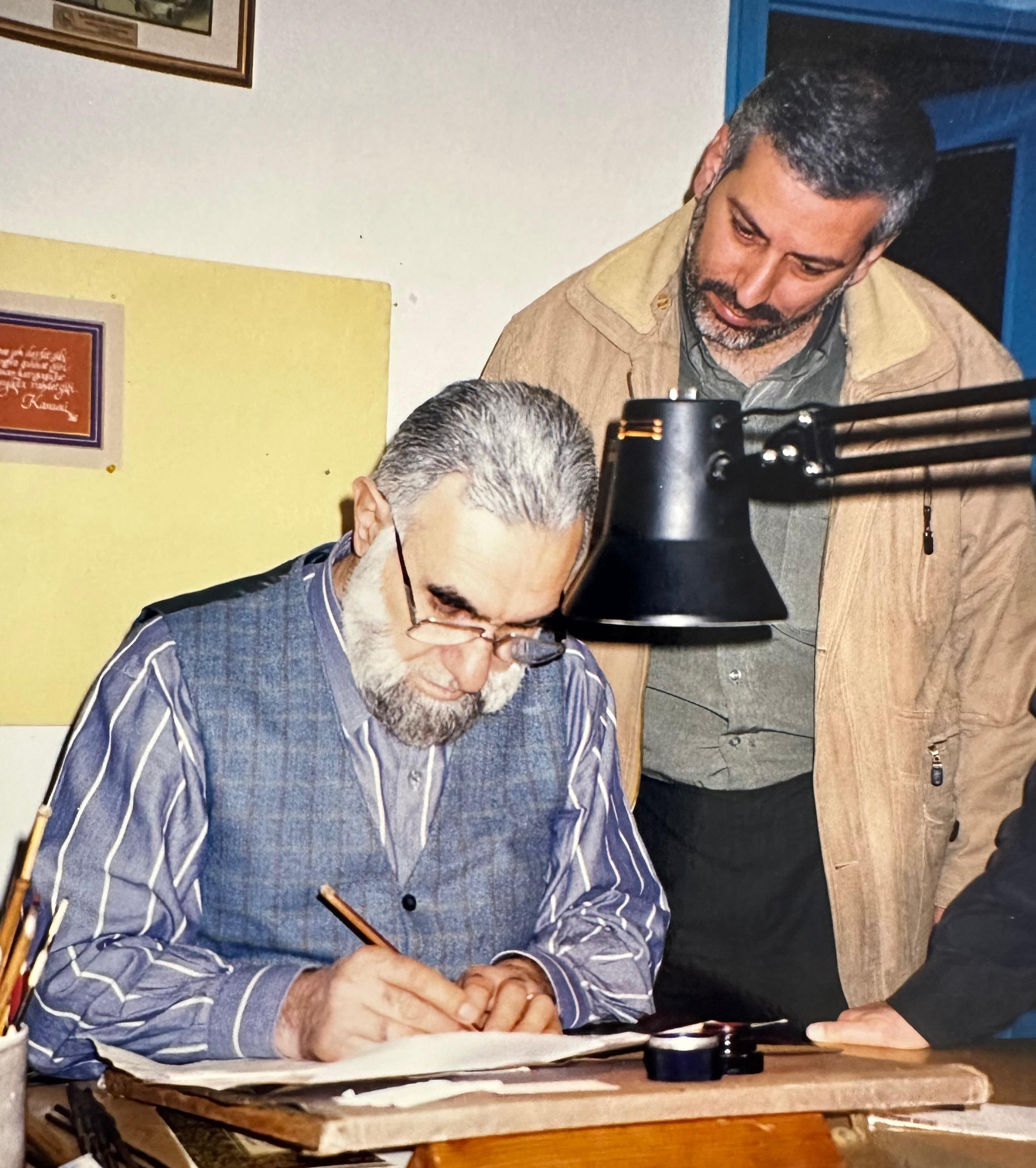
عُبيدة البَنْكي مع أستاذه حسن جلبي عام 1997، قبل حصوله على الإجازة منه
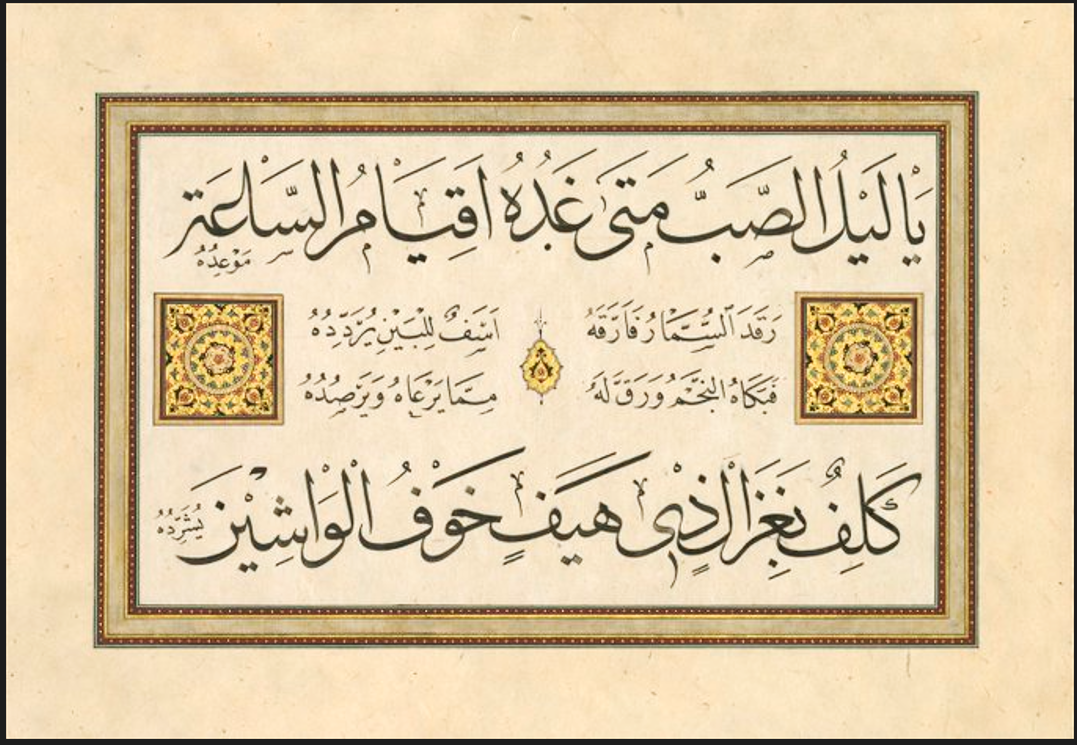
لوحة بخطِّ عُبيدة البَنْكي من مَطلَع قصيدة علي الحُصْري القَيرواني
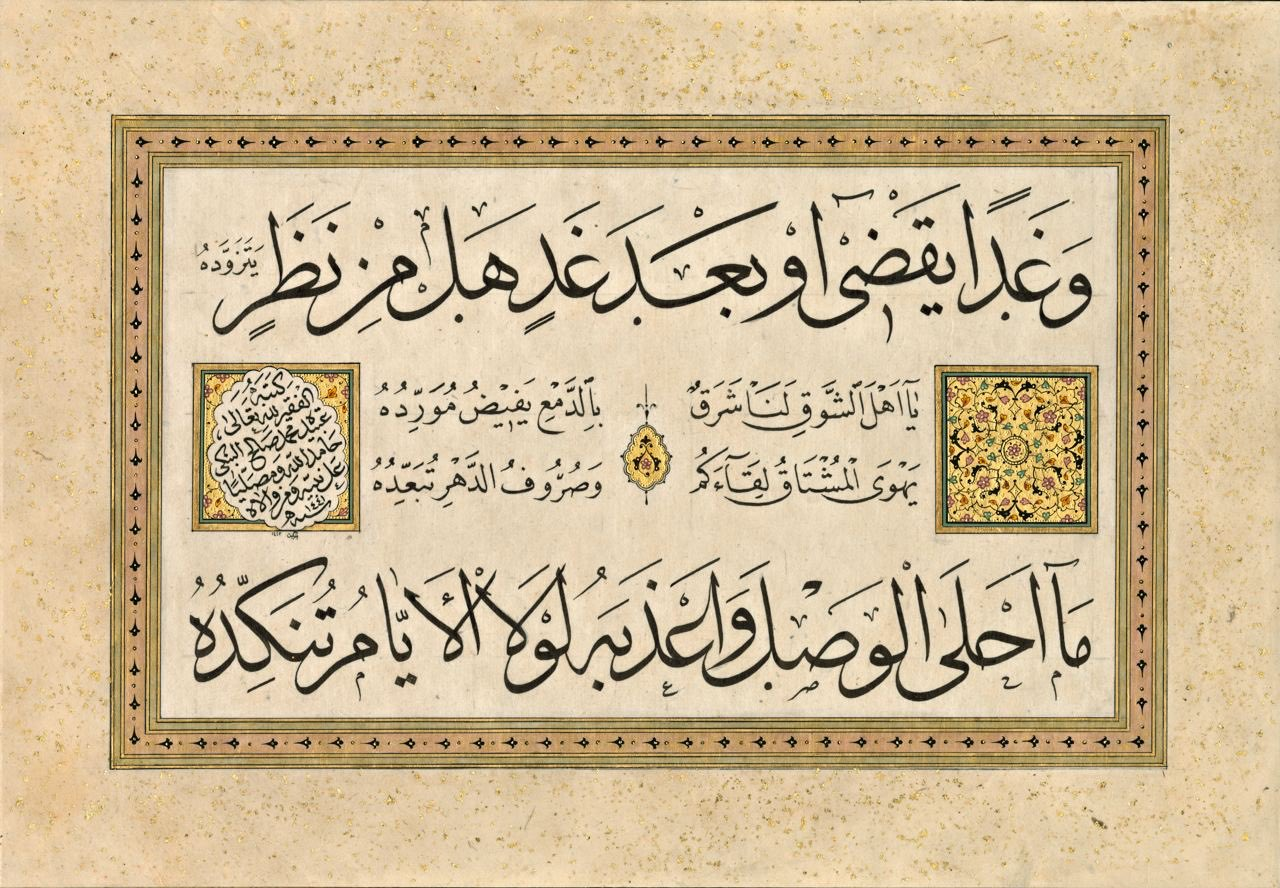
لوحة بخطِّ عُبيدة البَنْكي من تمام قصيدة علي الحُصْري القَيرواني
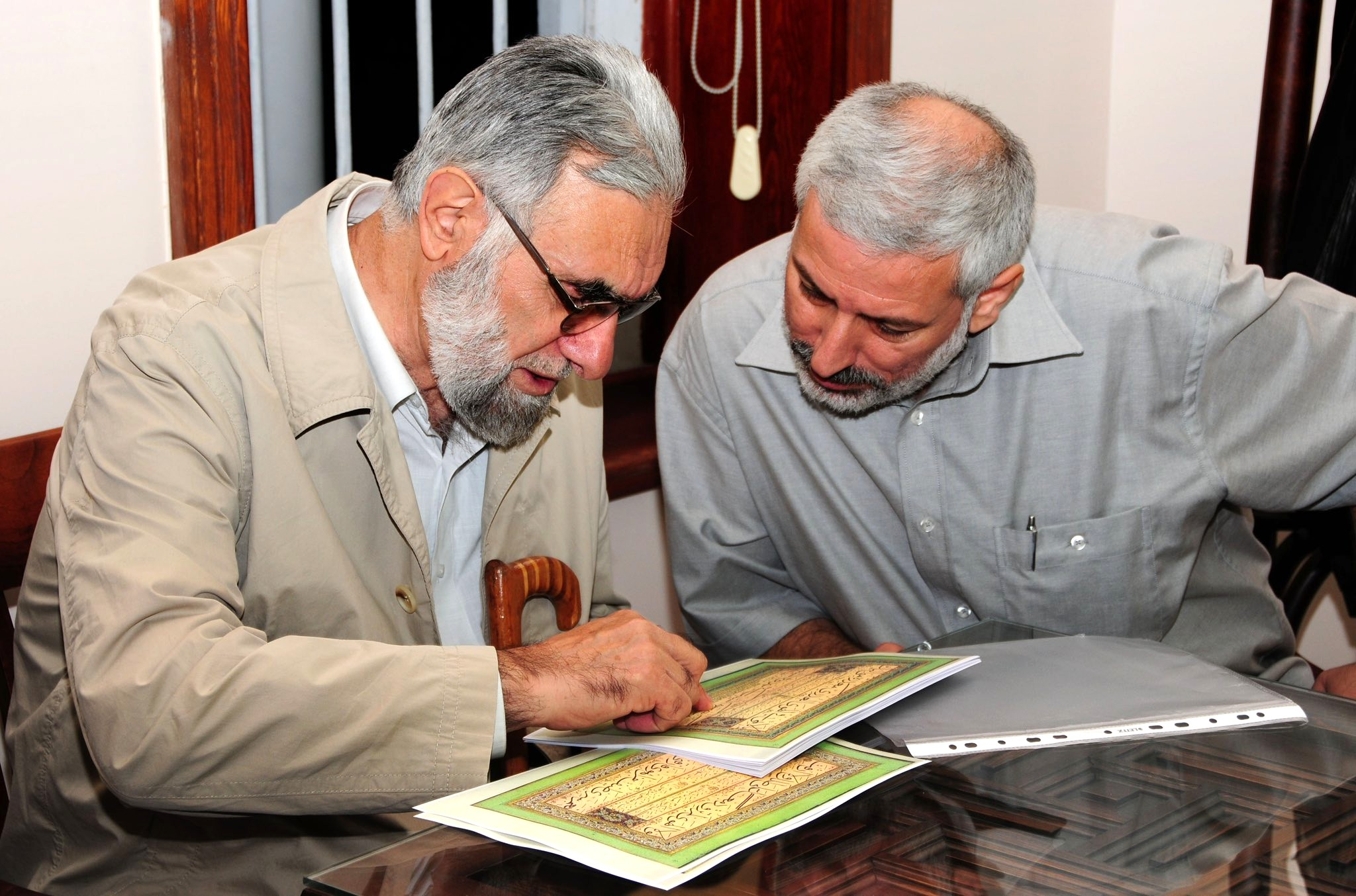
عُبيدة البَنْكي مع أستاذه حسن جلبي عام 2009، بعد حصوله على الإجازة منه

## مصحف قطر

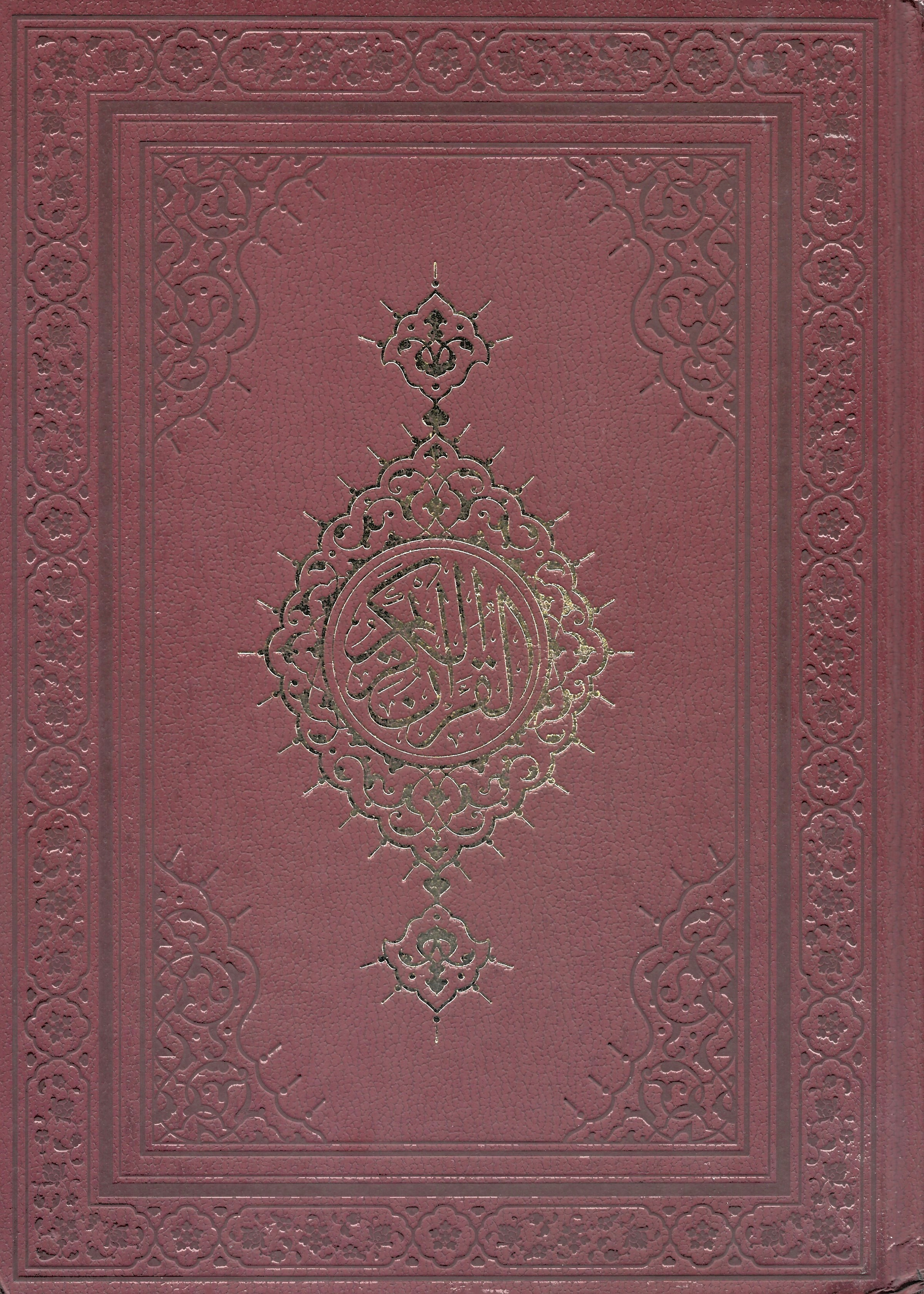
غلاف مصحف قطر الذي خطَّه عُبَيدة البَنْكي

أقامت وِزارة الأوقاف والشؤون الإسلامية القطرية عام 2001 مسابقة دَولية كبيرة لكتابة المصحف الشريف بخطِّ النسخ، تُعَدُّ أضخمَ مسابقة في تاريخ الخطِّ العربي. تقدَّم للمنافسة فيها 120 خطَّاطًا من بلدان العالم الإسلامي، وأُنشئت لجان تحكيم فنية من كبار الخطَّاطين وخبراء الخطِّ الحاذقين، وشهدت المسابقة تنافسًا قويًّا بين المشاركين المُبدعين، وكان منهم عبيدة البنكي الذي اشترك في المسابقة طمعًا بشرف كتابة المصحف الكريم.
أُجريت تصفية أولى للمتسابقين بعد أن خطَّ كلٌّ منهم خمسَ صفَحات من المصحف، فاز فيها سبعة خطَّاطين، كان عبيدة أحدَهم. ثم أُجريت تصفية ثانية بكتابة جزأين من المصحف (الجزءِ الثاني، والجزءِ الثامن والعشرين) فاز فيها اثنان، هما الخطَّاط عبيدة البنكي من سورية والخطَّاط صباح الأربيلي من العراق. ثم كتب كلٌّ منهما مصحفًا تامًّا، وفي التصفية الأخيرة والترجيح النهائي بين العملين أُعلنَ فوز البنكي بالجائزة الكبرى في يناير (كانون الثاني) 2007، وبشرف كتابة "مصحف قطر".
استغرقت كتابة المصحف منه نحو ثلاث سنوات ونصف السنة من العمل الدؤوب، عاكفًا على الكتابة لا يقوم عنها إلا لأداء الصَّلوات. وكان يدرُس الصفحة التي سيكتبها من المصحف أوَّلًا، ثم يكتبها بالقلم العادي مُسَوَّدة، ثم يخطُّها بريشته بصورتها النهائية. ثم تبدأ مرحلة تصحيح الحروف وتنظيفها، ووضع علامات الضبط (التشكيل) على الحروف، واصطلاحات الوقف والابتداء، وتستغرق الصفحة الواحدة قرابة ثماني ساعات من العمل الجادِّ المتصل.
وكانت أمنيَّة الخطَّاط عبيدة البنكي أن يكتبَ المصحف الشريف، وكان يدعو الله دائمًا أن يوفقه لكتابة مصحف كامل، فاستجاب الله له، وحقَّق أمنيَّته بكتابة المصحف مع الفوز بجائزة عالمية كُبرى.
سافر إلى مصر وتابع مراجعة المصحف من قِبَل لجنة علمية في الأزهر الشريف برئاسة الشيخ الدكتور أحمد عيسى المَعْصَراوي، راجعَتْه ثلاث مرَّات، وأبدت إعجابها الشديد بخطِّ المصحف ووصفته بأنه تُحفة فنية نادرة. ثم سافر إلى إستانبول وتابع أمر طباعة المصحف هناك، حتى صدر بحُلَّته البهية بخمسة مقاسات. وصار مصحف قطر نموذجًا للمصحف المتقن اقتدت به عددٌ من الدول في كتابة المصاحف. وقد صدرت طبعته الأولى عام 2009، والثانية عام 2011، والثالثة عام 2015، والرابعة عام 2018، والخامسة عام 2022، والسادسة عام 2024، بقياسات شتَّى، وطُبع منه ملايين النسخ، فلا تقلُّ كل طبعة عن زُهاء 700 ألف نسخة.

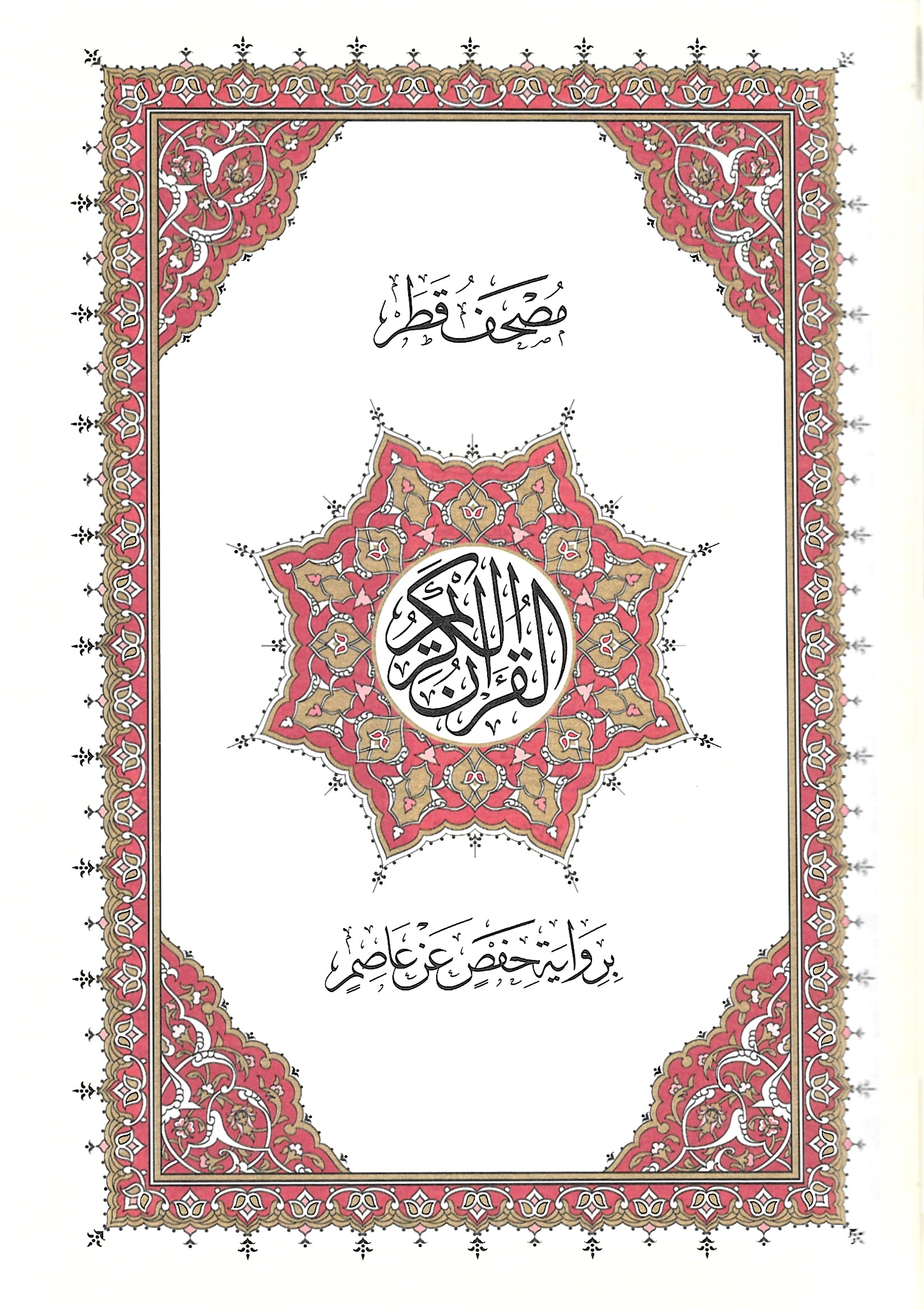
الغلاف الداخلي لمصحف قطر
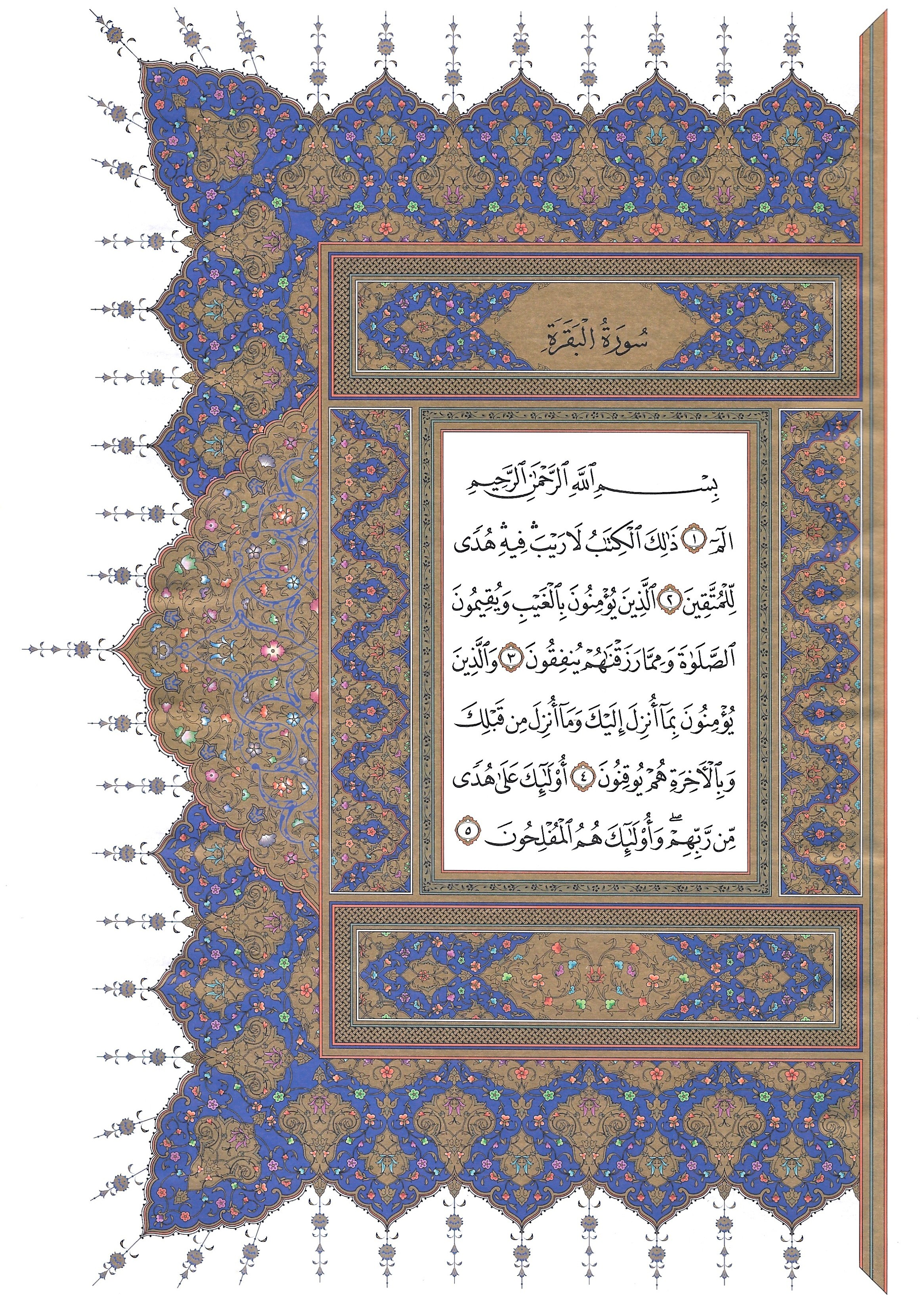
أول سورة البقرة من مصحف قطر
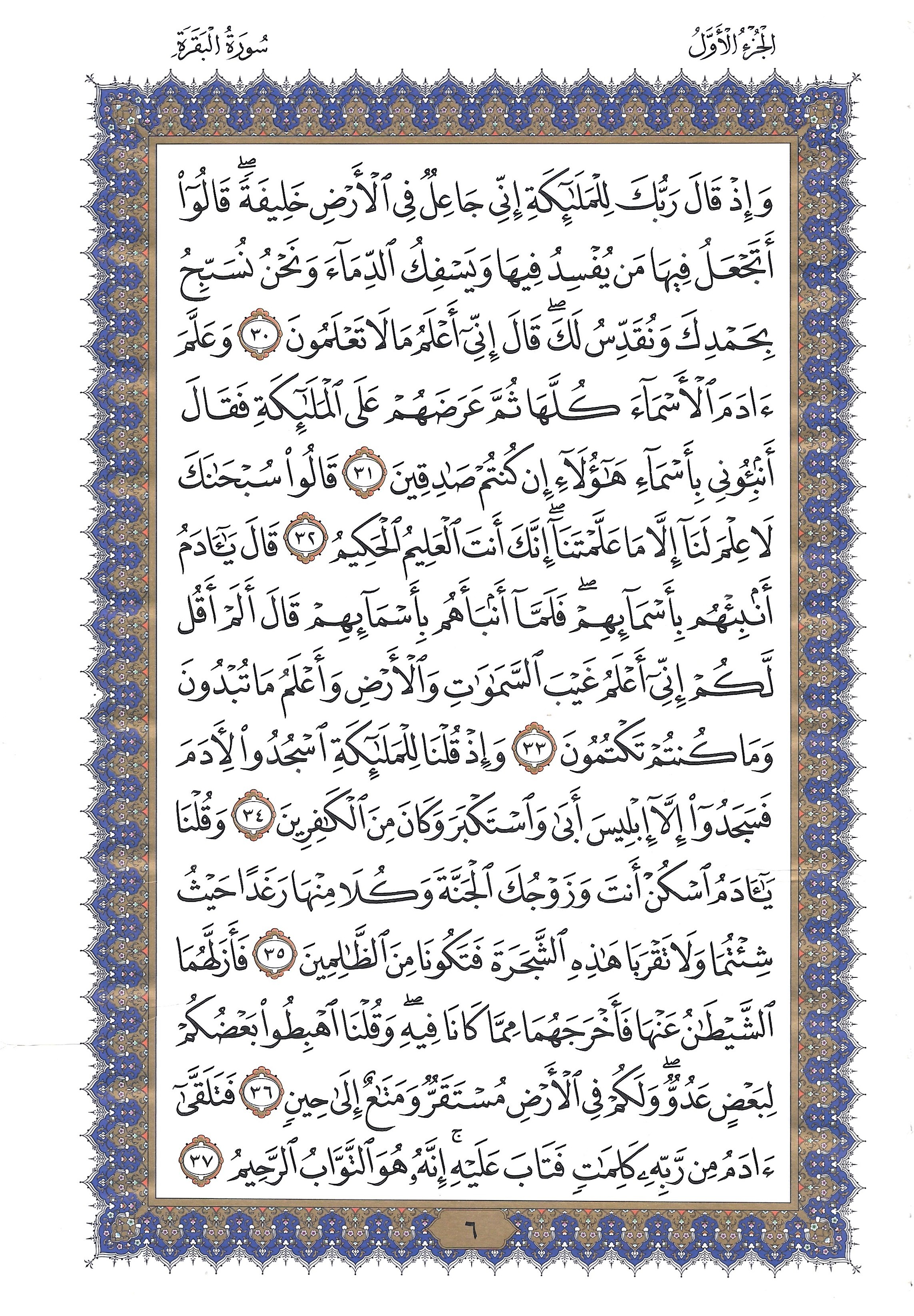
من سورة البقرة من مصحف قطر
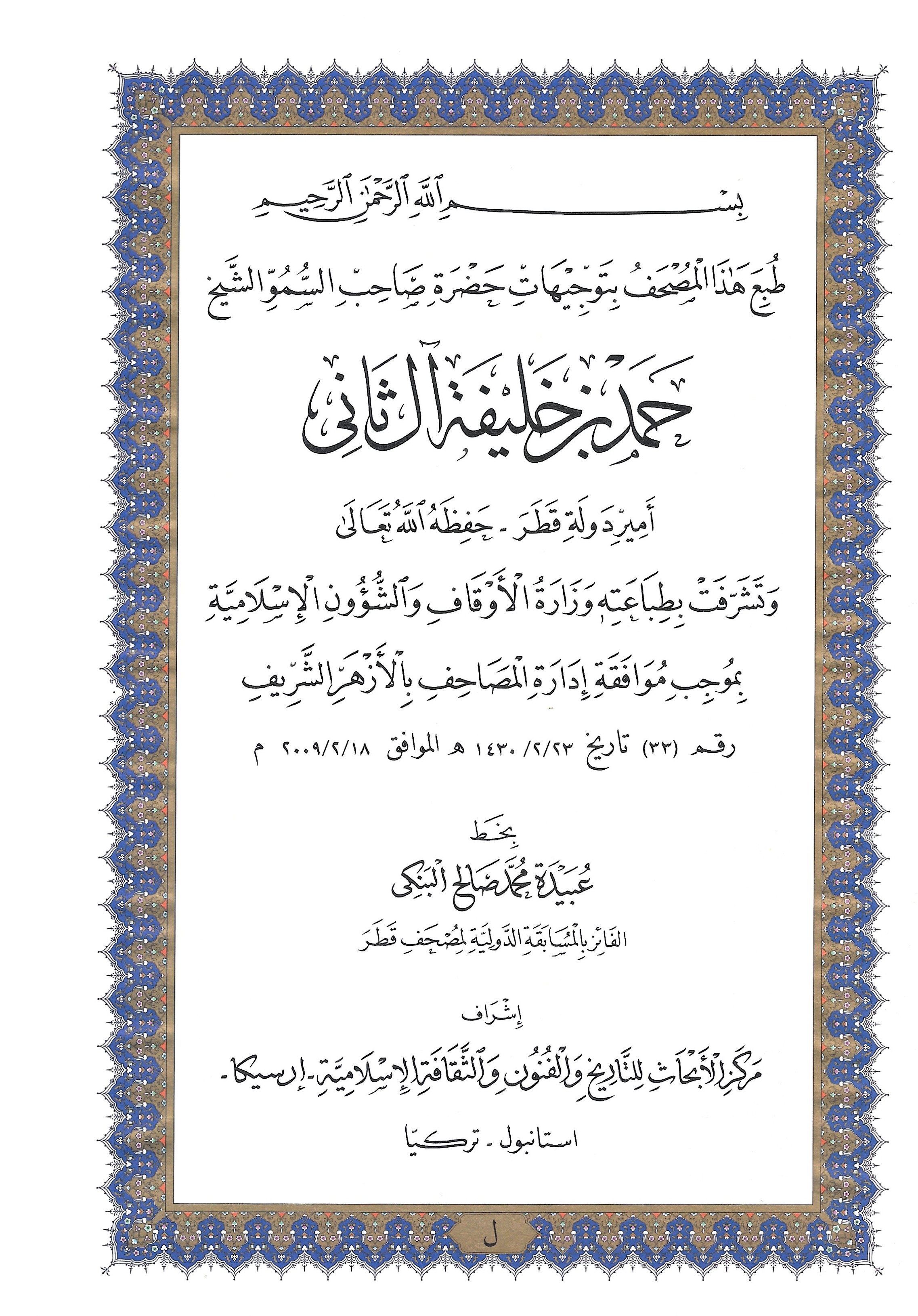
ختام مصحف قطر
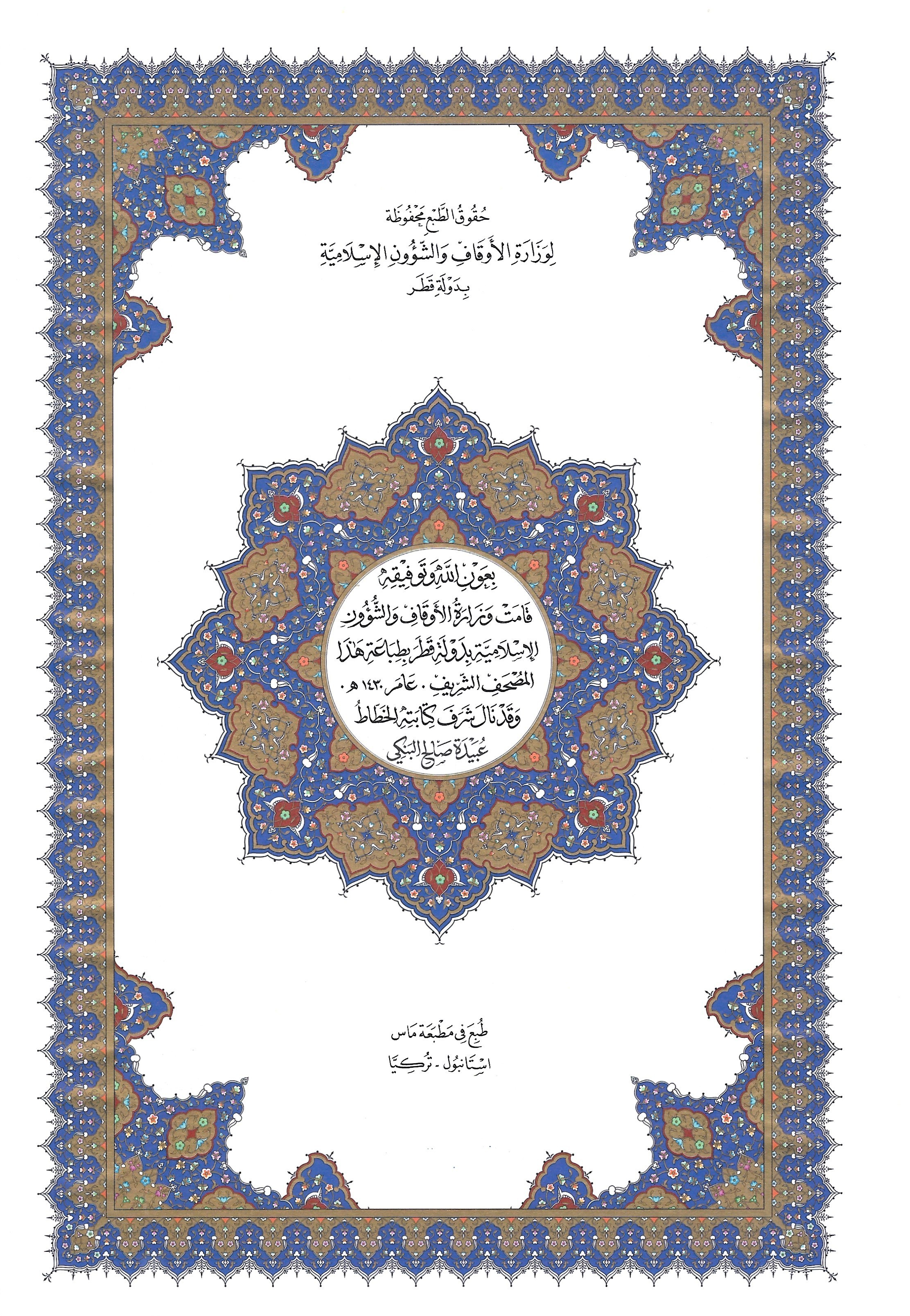
الصفحة الأخيرة من مصحف قطر
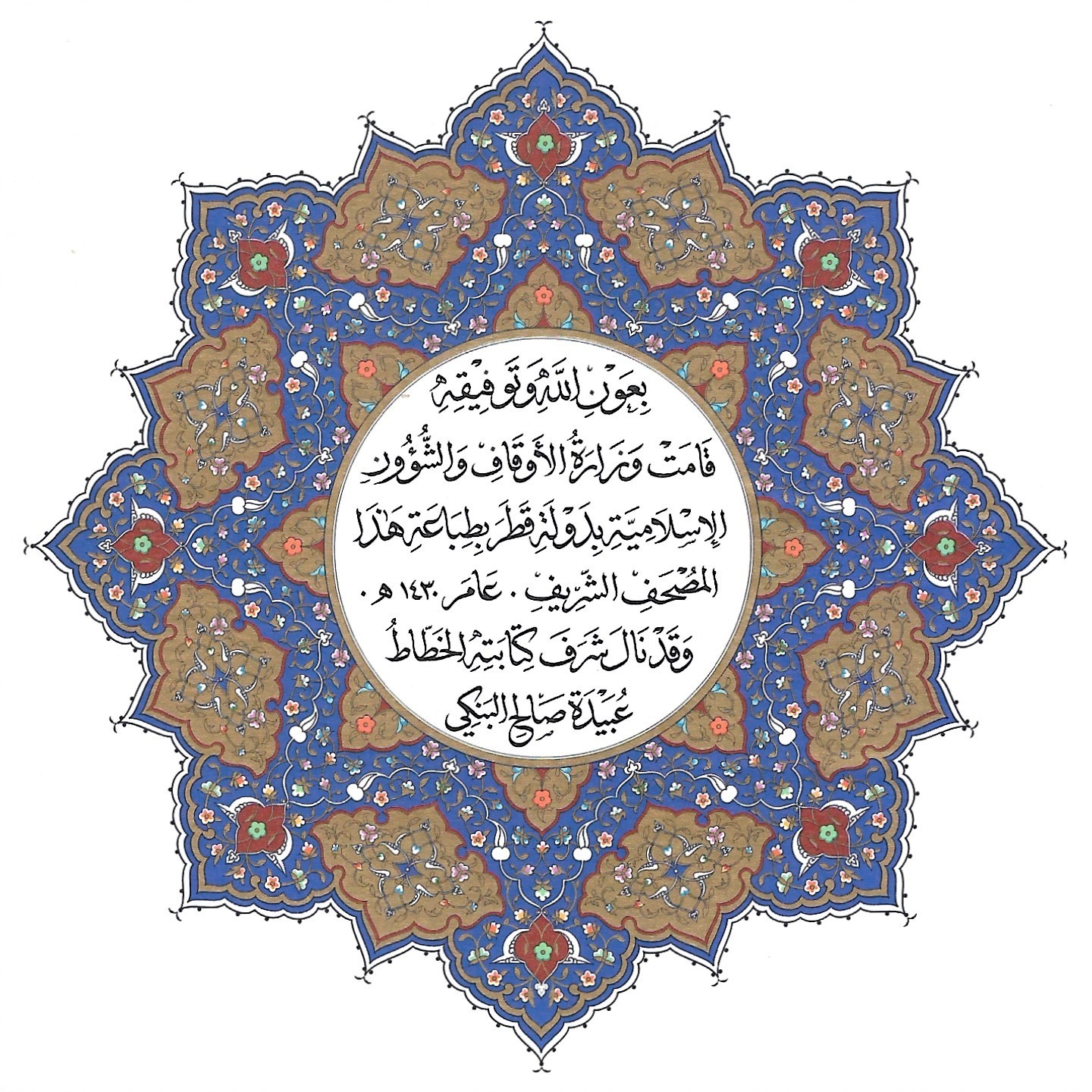
بصمة مصحف قطر

## نشاطاته
- عضو مؤسس لجمعية الخطَّاطين السوريين.[20]
- عضو مؤسس لجماعة الخطِّ العربي في السعودية، منذ عام 1999.[1]
- عضو هيئة تحكيم مسابقات الخطِّ الدَّولية في عدد من الدول منها قطر والإمارات وتركيا وسورية والكويت وعُمان.[9]
- عضو هيئة تحكيم مسابقات الخطِّ الدَّولية في تركيا (إرسيكا)، 8 دورات.
- عضو هيئة تحكيم مسابقة كتابة القرآن الدَّولية في دبي، 9 دورات.[21]
- عضو هيئة تحكيم مسابقة البُردة الدَّولية في الإمارات العربية المتحدة، 5 دورات.
- عضو هيئة تحكيم ملتقى الخطِّ الدَّولي في الشارقة، دورتان.
- عضو هيئة تحكيم مسابقة كتابة القرآن الكريم الدَّولية في إستانبول، عام 2017.
- رئيس هيئة تحكيم الملتقى الدَّولي الأوَّل للخطِّ العربي في الدوحة.[22]
- عضو هيئة تحكيم مسابقة عبد الحميد الكاتب في سورية، 3 دورات.
- عضو هيئة تحكيم مسابقة شهر الخير الدَّولية في الكويت.
- عضو هيئة تحكيم مسابقة الخطِّ في مسقط بسلطنة عُمان.
- عضو هيئة تحكيم مسابقة الرَّقيم الدَّولية في قطر.[23]

## جوائزه
- فاز بالجائزة الثانية بخطِّ النسخ، في مسابقة ياقوت المستعصمي الدَّولية الثانية بـ "مركز إرسيكا" للخطِّ، عام 1989.[19]
- فاز بتسع جوائزَ في مسابقات إرسيكا، من بعد عام 1990.[6]
- فاز بثلاث جوائزَ تقديرية في مسابقة ابن البوَّاب الدَّولية في إستانبول، عام 1994.
- فاز بالجائزة الثانية بخطِّ الثلث، والجائزة التقديرية بخطِّ النسخ، في مسابقة حمد الله الأماسي الدَّولية في إستانبول، عام 1997.
- فاز بالجائزة الذهبية في مِهرجان طِهران الدَّولي للخطِّ العربي، عام 2003.[20]
- فاز بالجائزة الأولى بمسابقة مصحف قطر، عام 2006.[17]
- كرَّمه الرئيس الإيراني محمود أحمدي نجاد، في المِهرجان الدَّولي للقرآن الكريم بطِهران، عام 2006.
- كرَّمه أمير قطر الشيخ تميم بن حمد آل ثاني ومنحه وِشاحَ الاستحقاق عند إطلاق مصحف قطر، عام 2010.[9]
- كرَّمه حاكم الشارقة الدكتور سلطان بن محمد القاسمي، في افتتاح الدورة السادسة لملتقى الشارقة لفنِّ الخطِّ العربي، عام 2016.[24]
- كرَّمه الرئيس التركي رجب طيِّب أردوغان، ومنحه الجنسية التركية مع أسرته، عام 2017.[2]

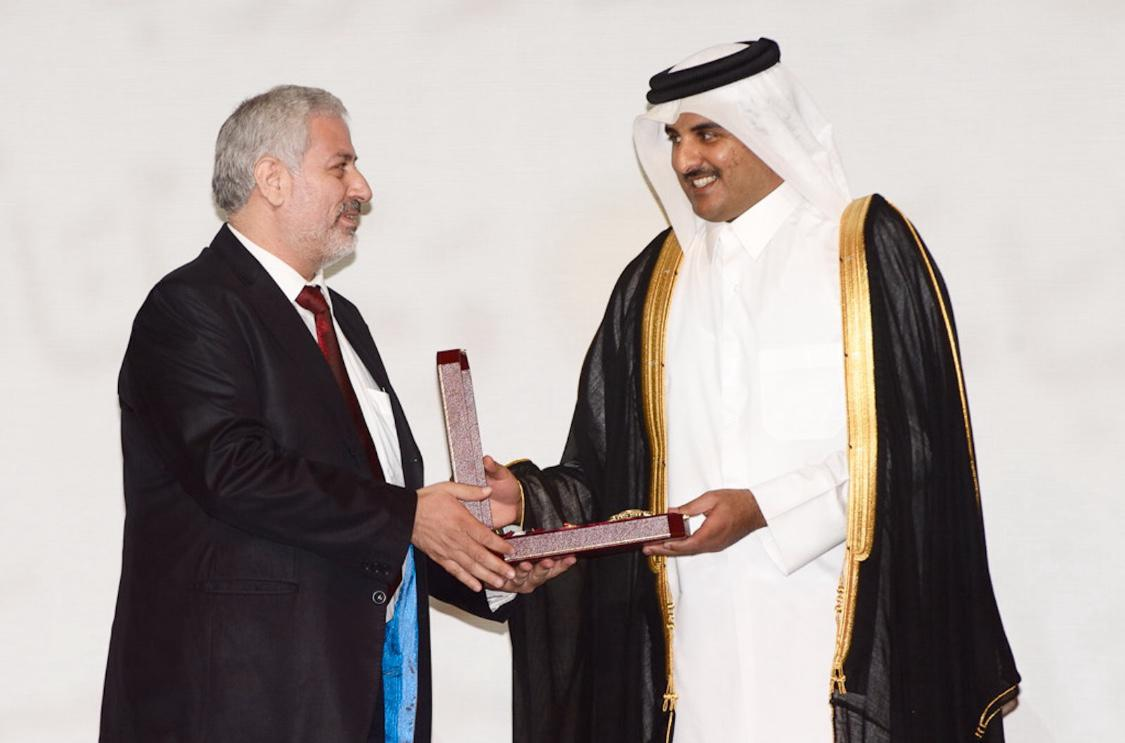
أمير قطر تميم بن حمد يكرِّم عُبيدة البَنْكي
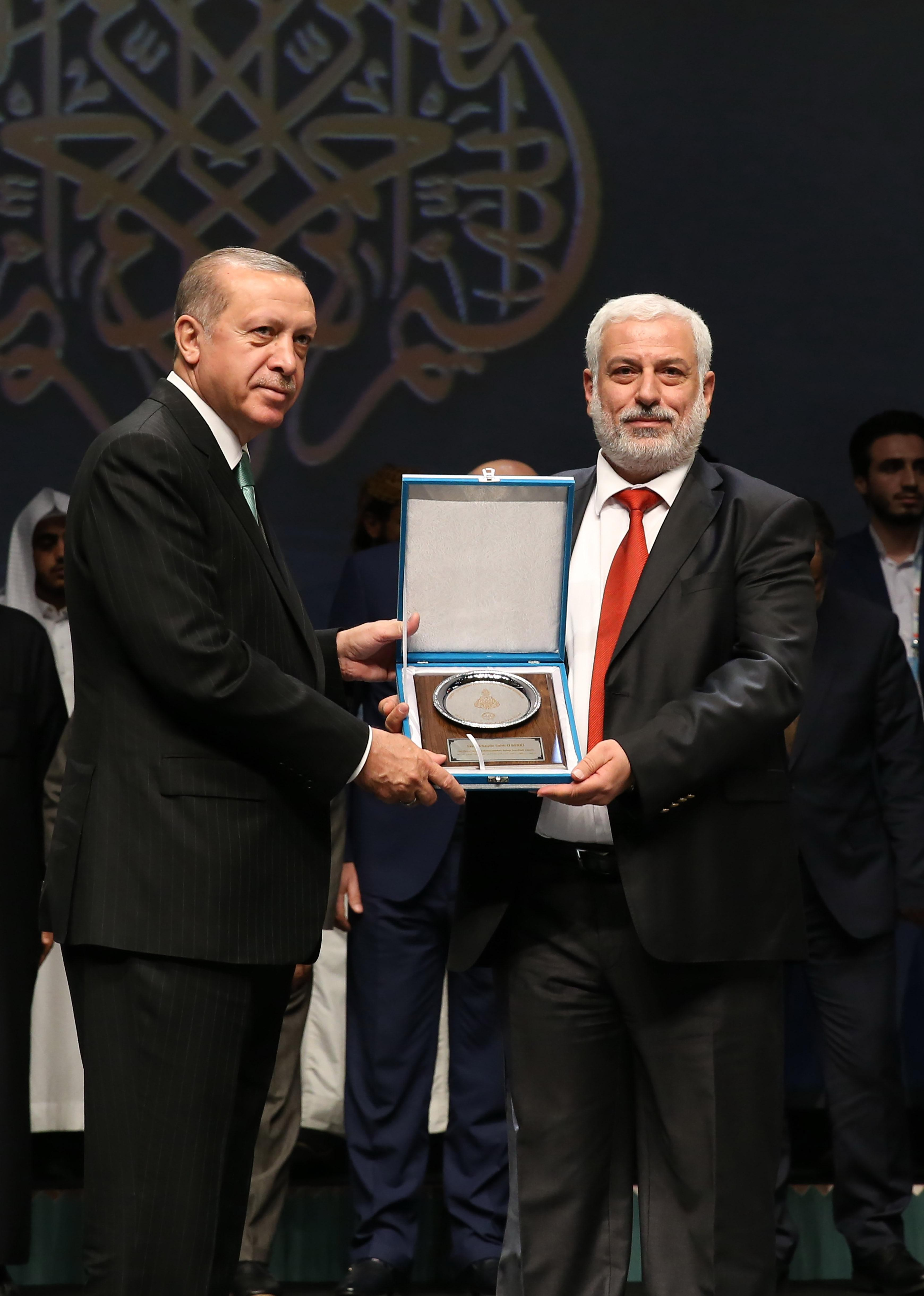
الرئيس التركي أردوغان يكرِّم البَنْكي
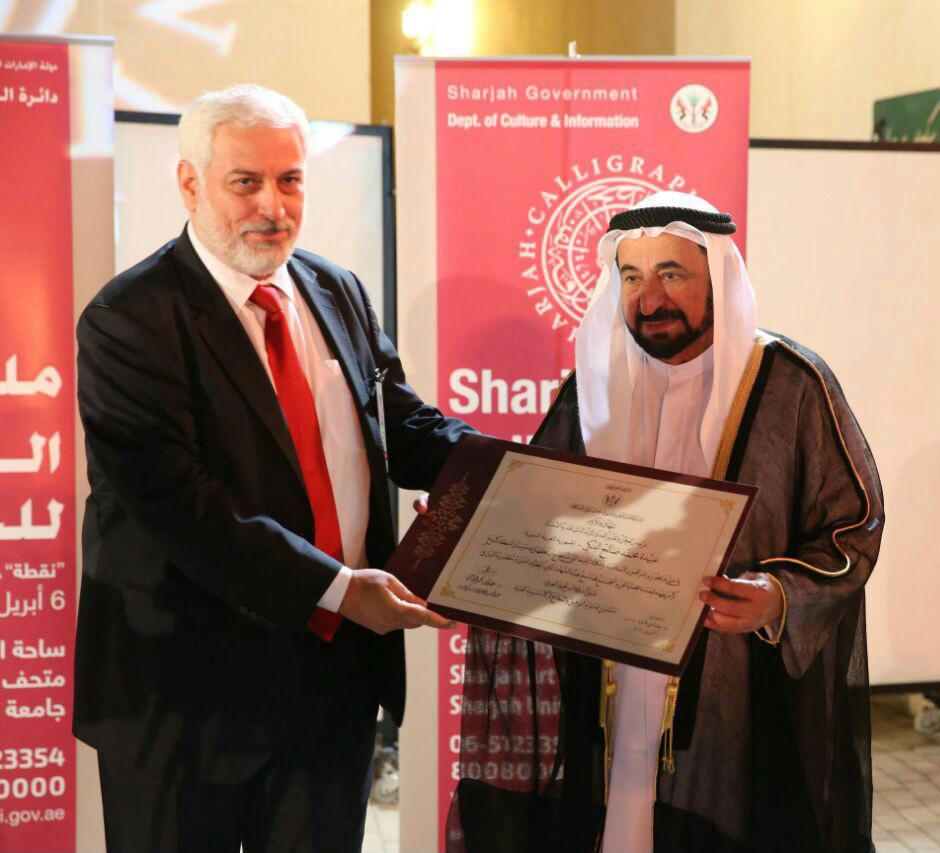
حاكم الشارقة سلطان القاسمي يكرِّم البنكي

## من أقواله
- «الخطُّ روح، عليك حين تجلسُ لكتابة الوحي أن تنزعَ معانيَك السيِّئة من كِبْر وغُرور، لأنها تنطبعُ مع الحروف. ولا بدَّ من استمطار رحمة الله وأنت تكتب، مستشعرًا أن الله هو خالقك وخالقُ فعلك، يمدُّك بمدده. لا بدَّ أن تستصحبَ الأذكار وأنت تكتب، هناك أذكار خاصَّة أحرِّك بها لساني أو أردِّدها في قلبي وأنا أكتب».[6]
- «للآيات حالة قُدسية وجلال، هذا كلام الله! وأنت مكلَّف من الله ليس من البشر. لو يعرفُ الملوك هذه الحالةَ لقاتلونا عليها بالسيوف. فعلًا إذا رأيتَ وأنت في هذه الحالة أن أحدًا عنده نعمةٌ توازي نعمتك فقد بخَسْتَ حالك وغَبَنْتها، لقد اصطفاك الله لكتابة كلامه، وهذا كرمٌ من الله سبحانه».[6]

## أسرته
البنكي متزوِّج ولديه خمسة أولاد، هم:
- ضُحى البنكي مواليد 1996، متخرِّجة في كلِّية التربية بجامعة قطر، متزوِّجة ولديها ثلاثة أطفال.
- عمر البنكي من مواليد 1998، حاصل على دكتوراه في طبِّ الأسنان تخصُّص معالجة لبِّية من جامعة ميديبول في إستانبول.
- آمنة البنكي من مواليد 2004، طالبة في كلِّية التربية بجامعة لوسيل سنة رابعة.
- فاطمة البنكي من مواليد 2005، طالبة في كلِّية التربية بجامعة لوسيل سنة رابعة أيضًا.
- عبد الرحمن البنكي من مواليد 2010، طالب في الصف الثالث المتوسط.

ولدى بناته بعضُ الاهتمام بالخطِّ العربي.

## سجل الصور

### العُملة القطرية

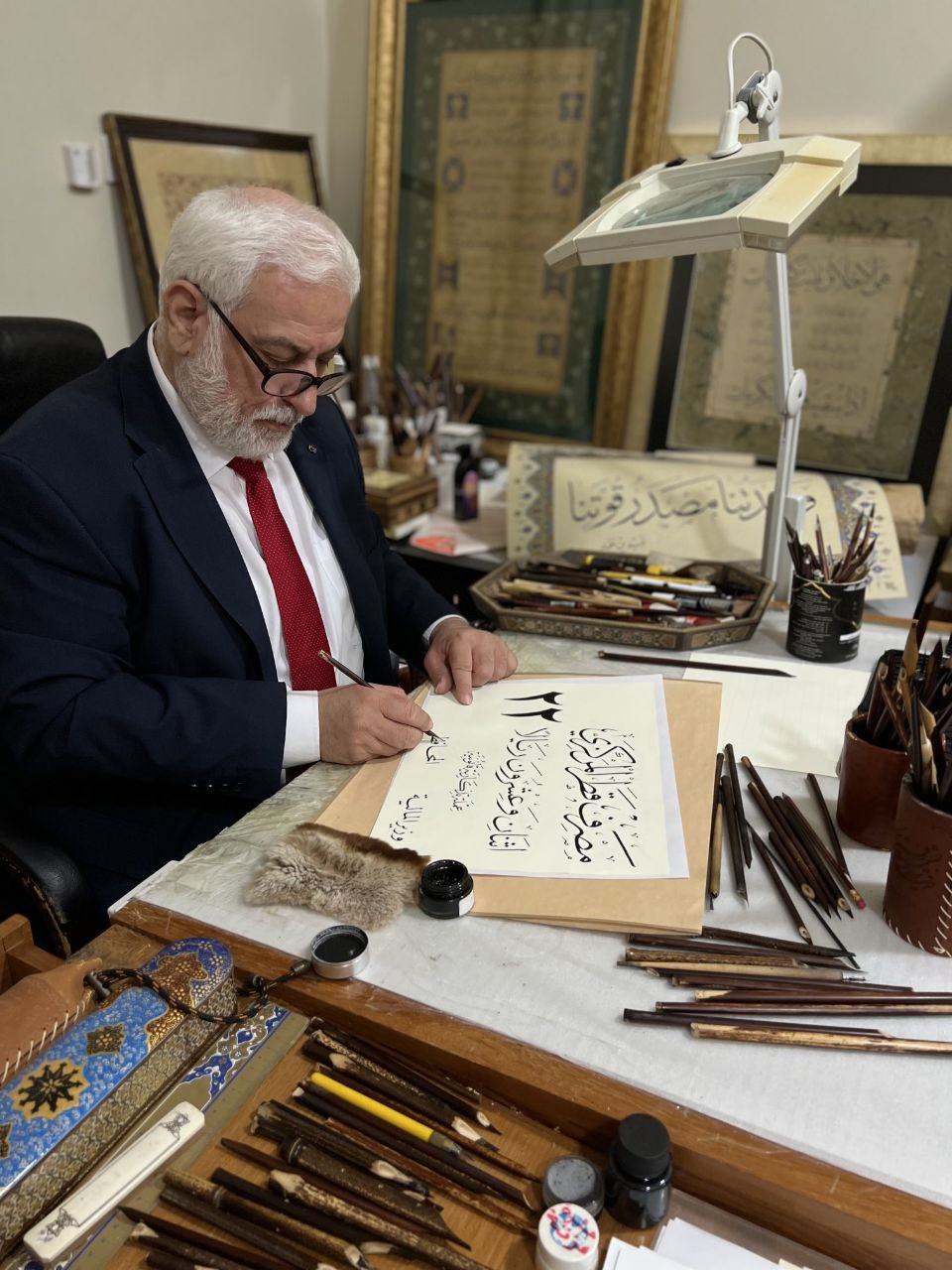
عُبيدة البَنْكي يخطُّ عُملة قطر التذكارية فئة 22 ريالًا
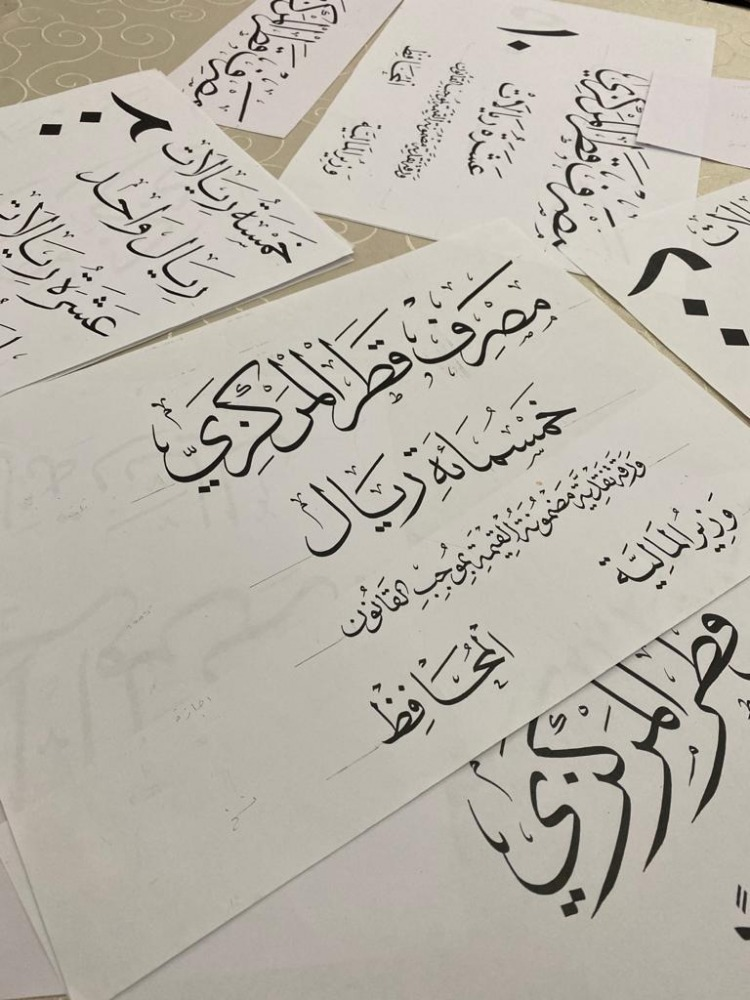
خطوط العُملة القطرية بريشة عُبيدة البَنْكي
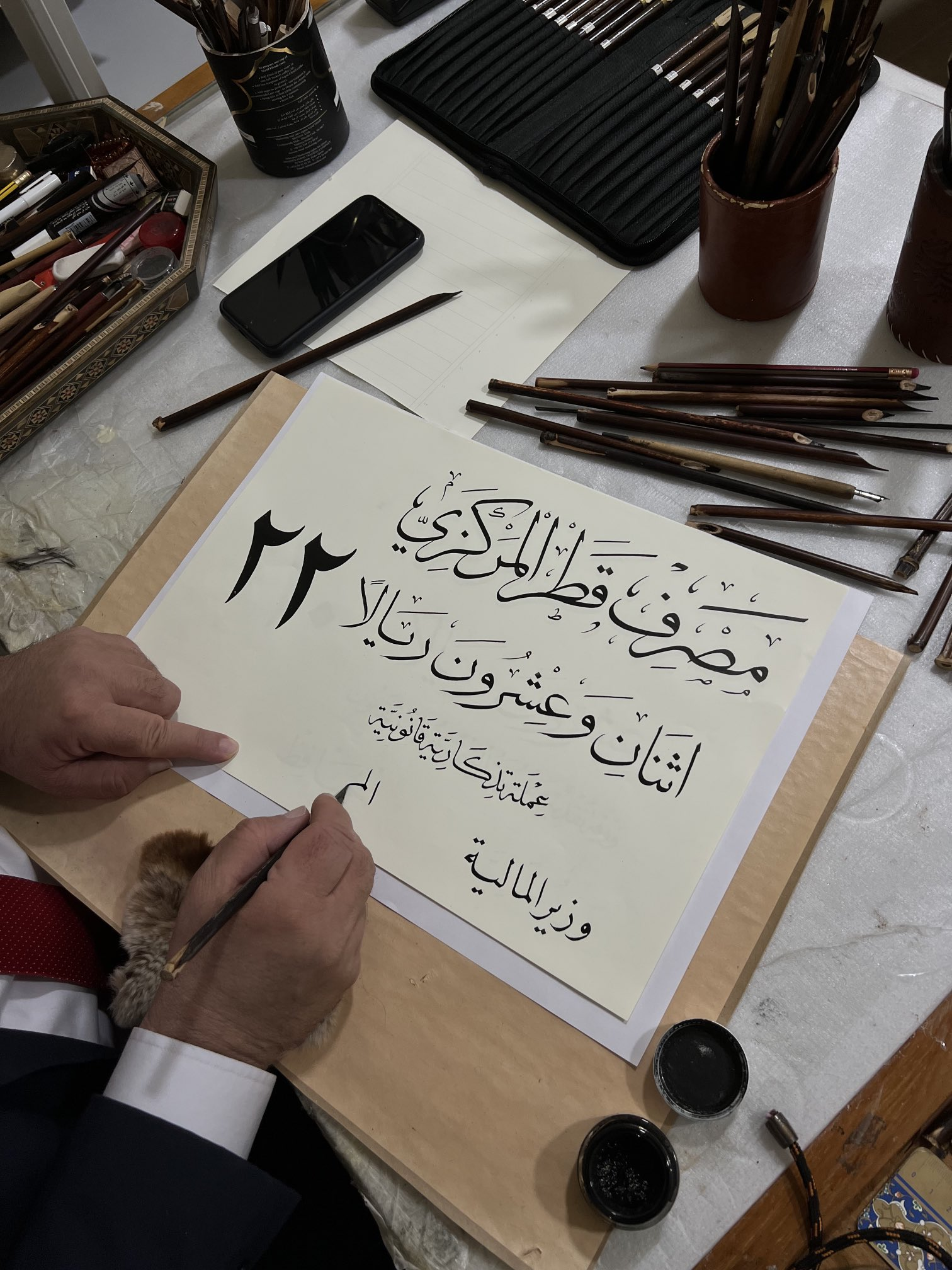
خطوط العُملة القطرية فئة 22 ريالًا بخطِّ عُبيدة البَنْكي
عُملة قطر فئة 22 ريالًا
عُملة قطر فئة 500 ريال
عُملة قطر فئة 200 ريال
عُملة قطر فئة 10 ريالات
عُملة قطر فئة ريال واحد

### إهداءات بخطه

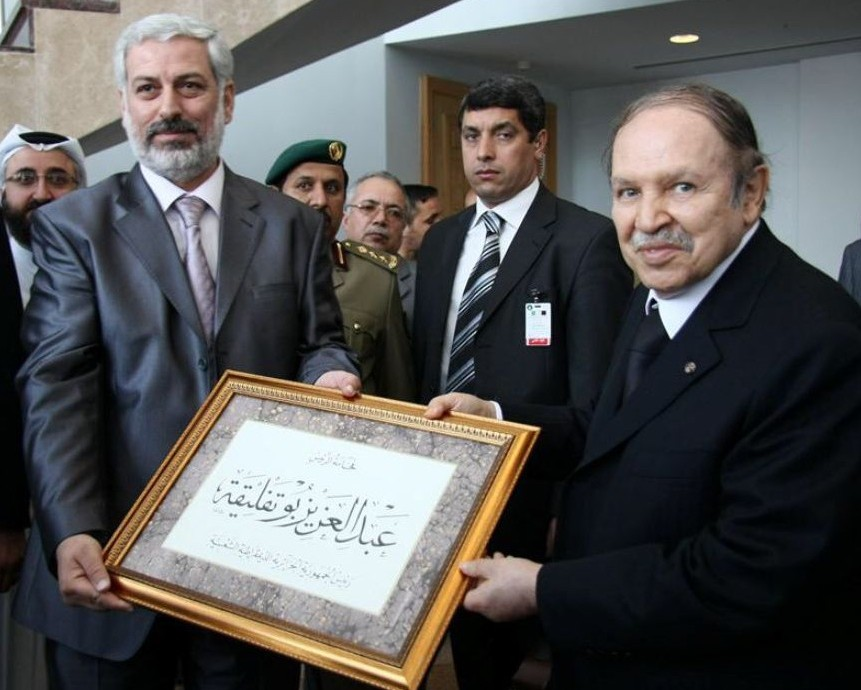
إهداء إلى الرئيس الجزائري بوتفليقة
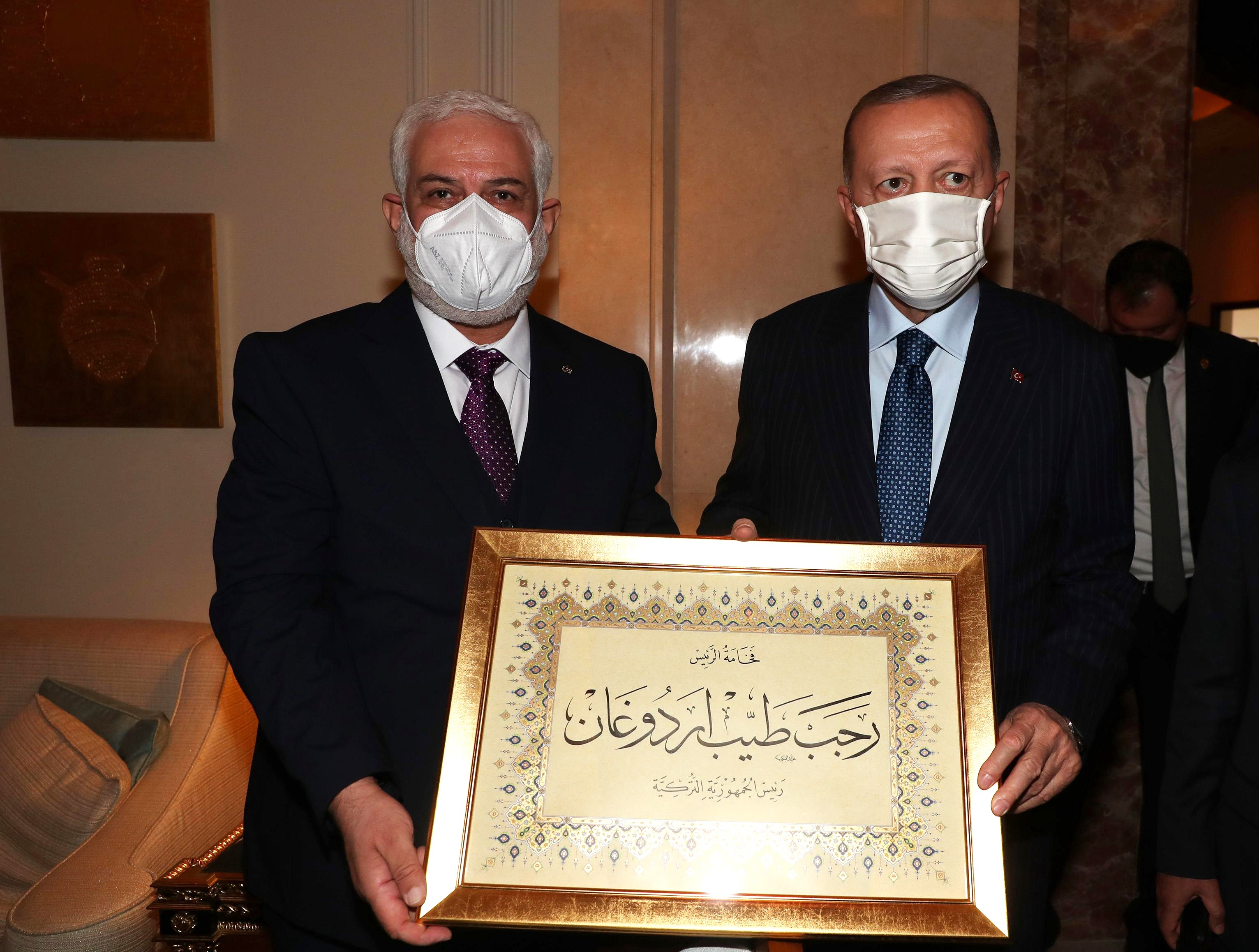
إهداء إلى الرئيس التركي أردوغان
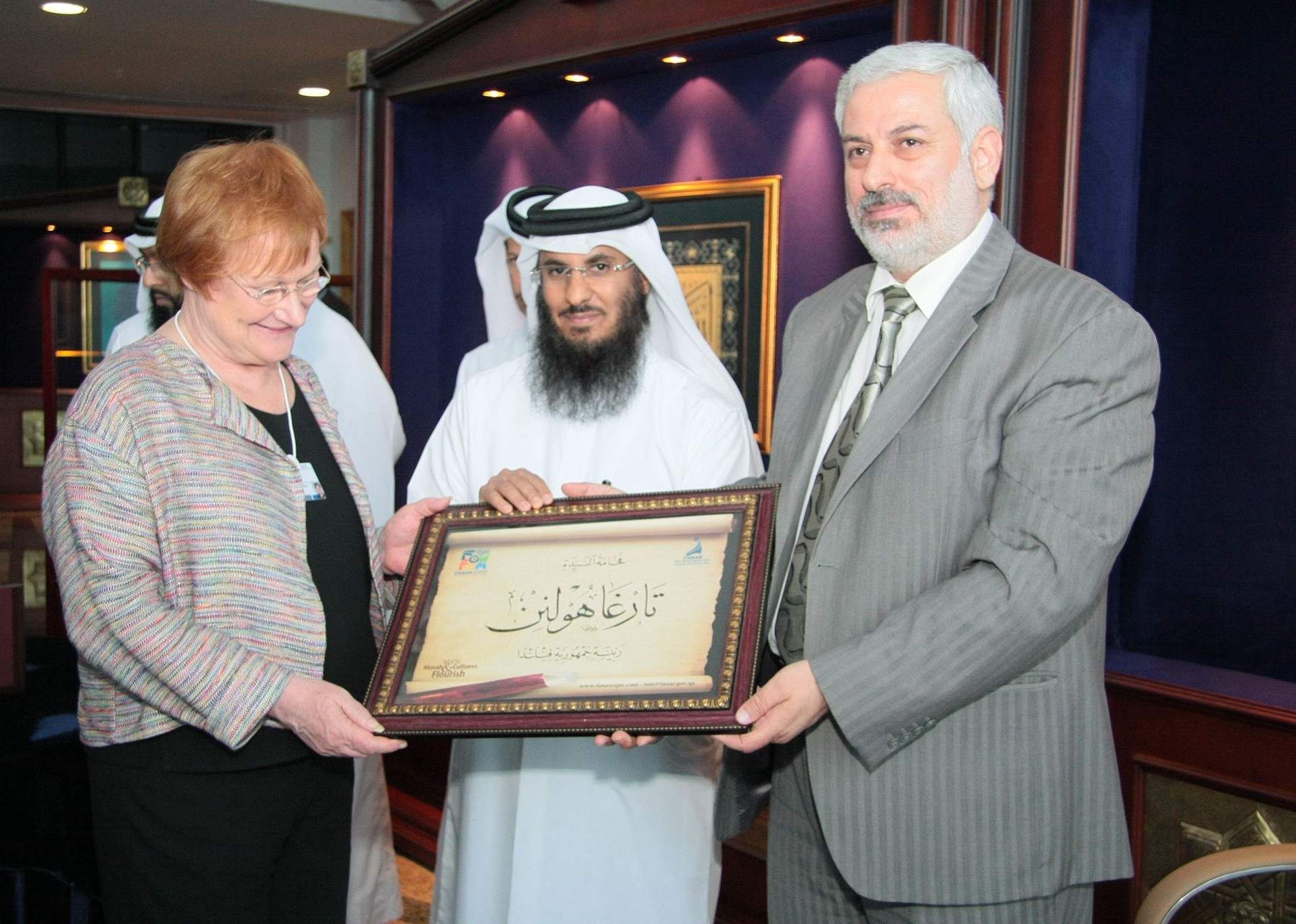
إهداء إلى رئيسة فنلندا تارغا هولنن
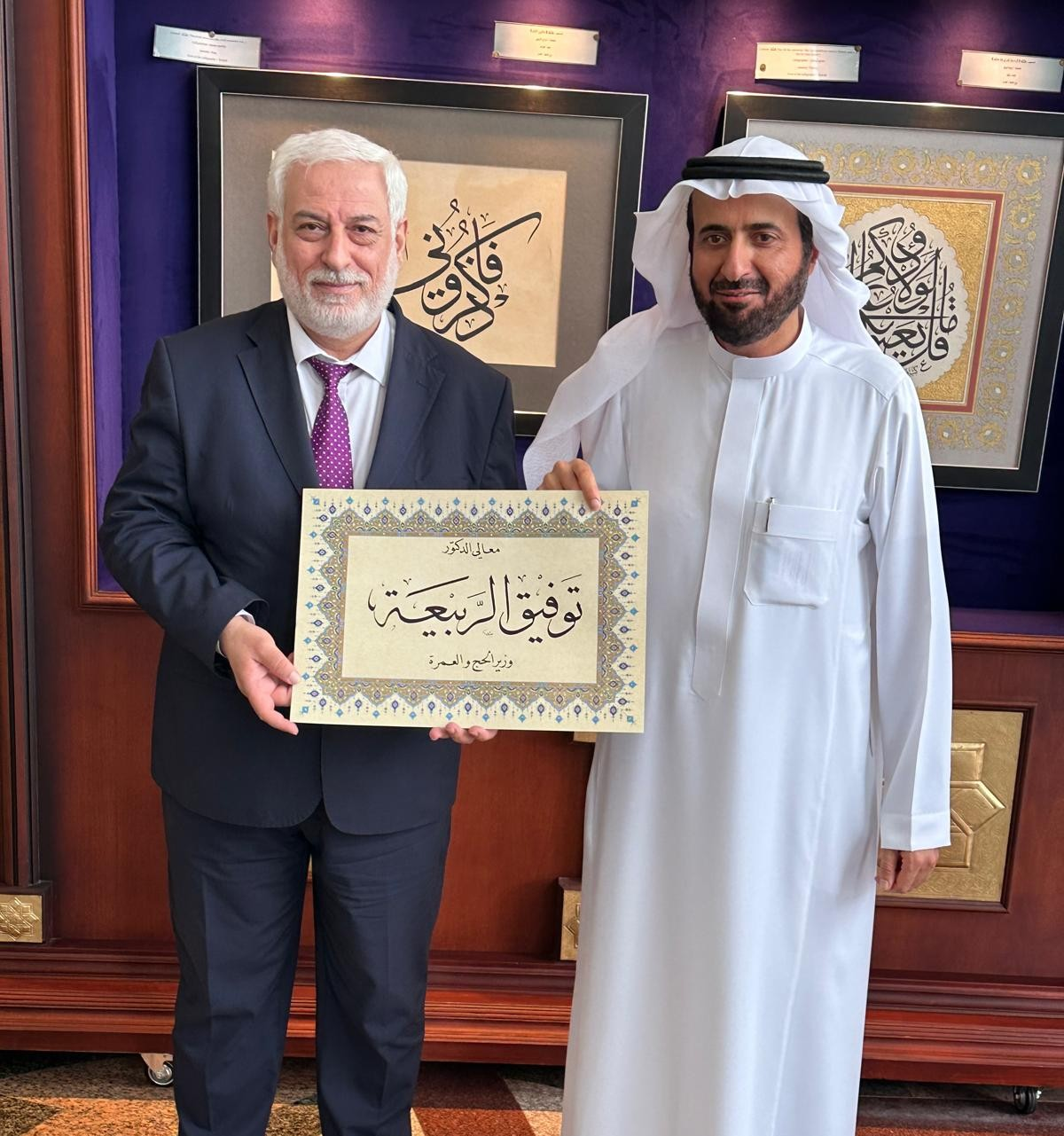
إهداء إلى الوزير السعودي توفيق الربيعة
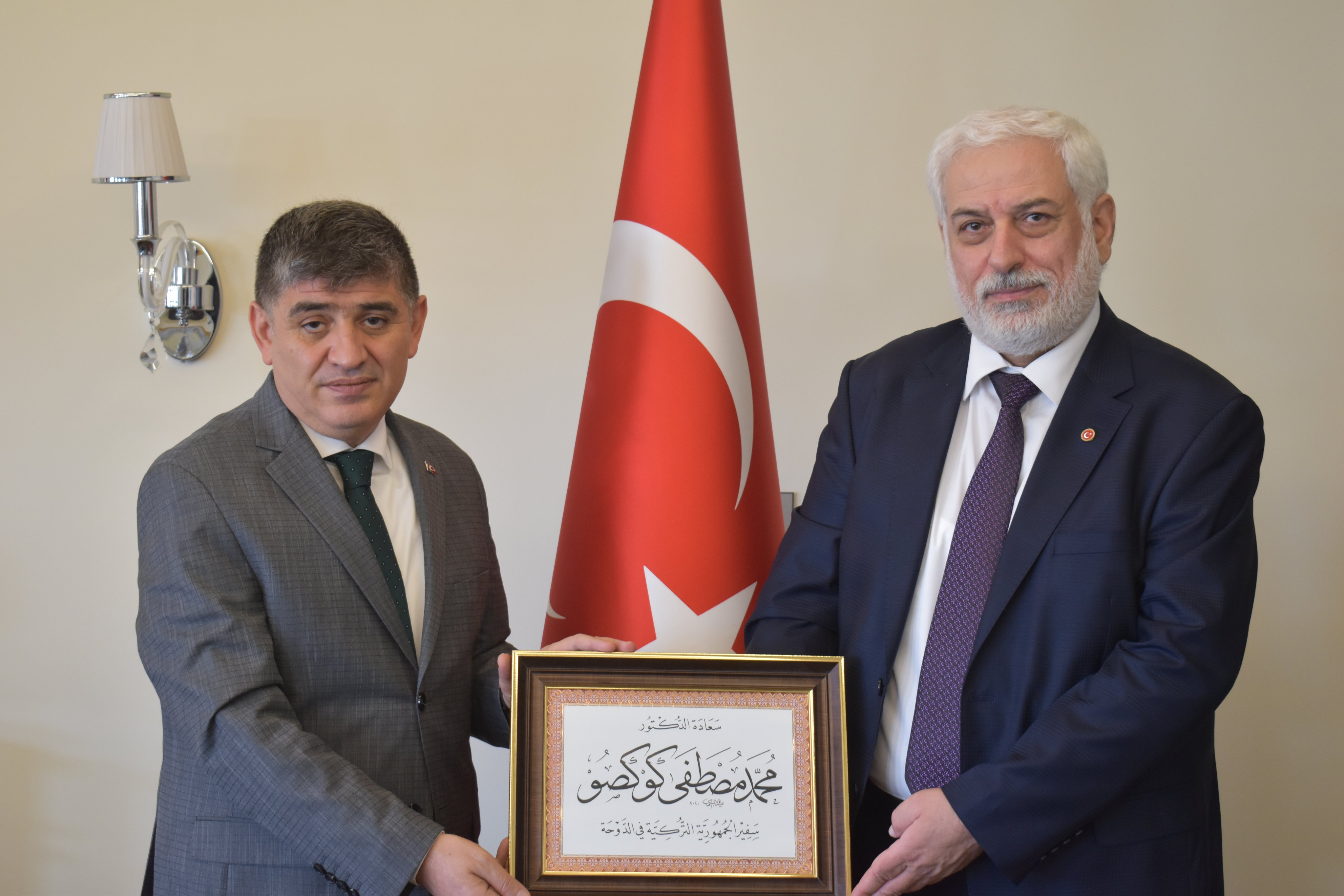
إهداء إلى سفير تركيا بقطر محمد مصطفى كوكصو
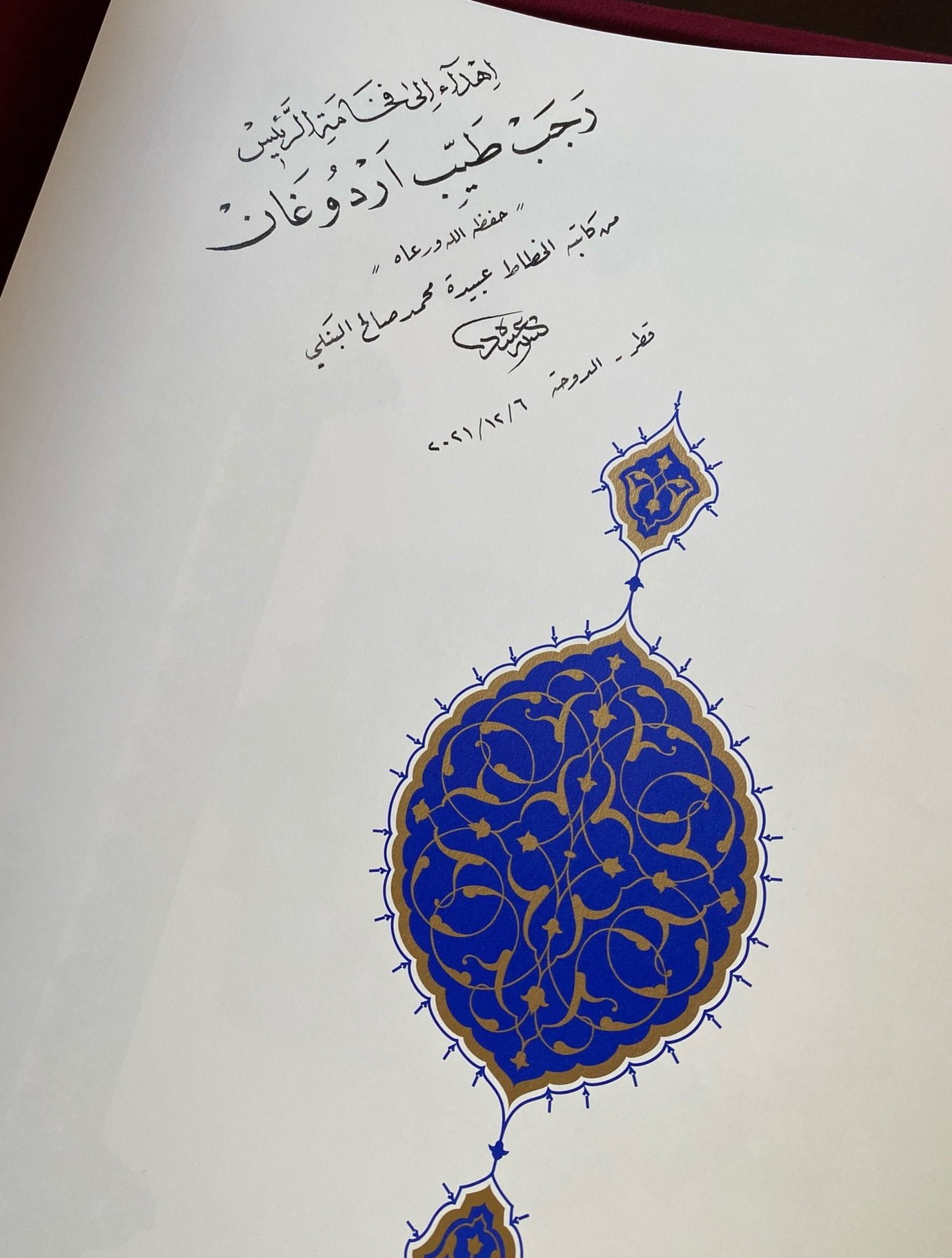
إهداء إلى الرئيس أردوغان
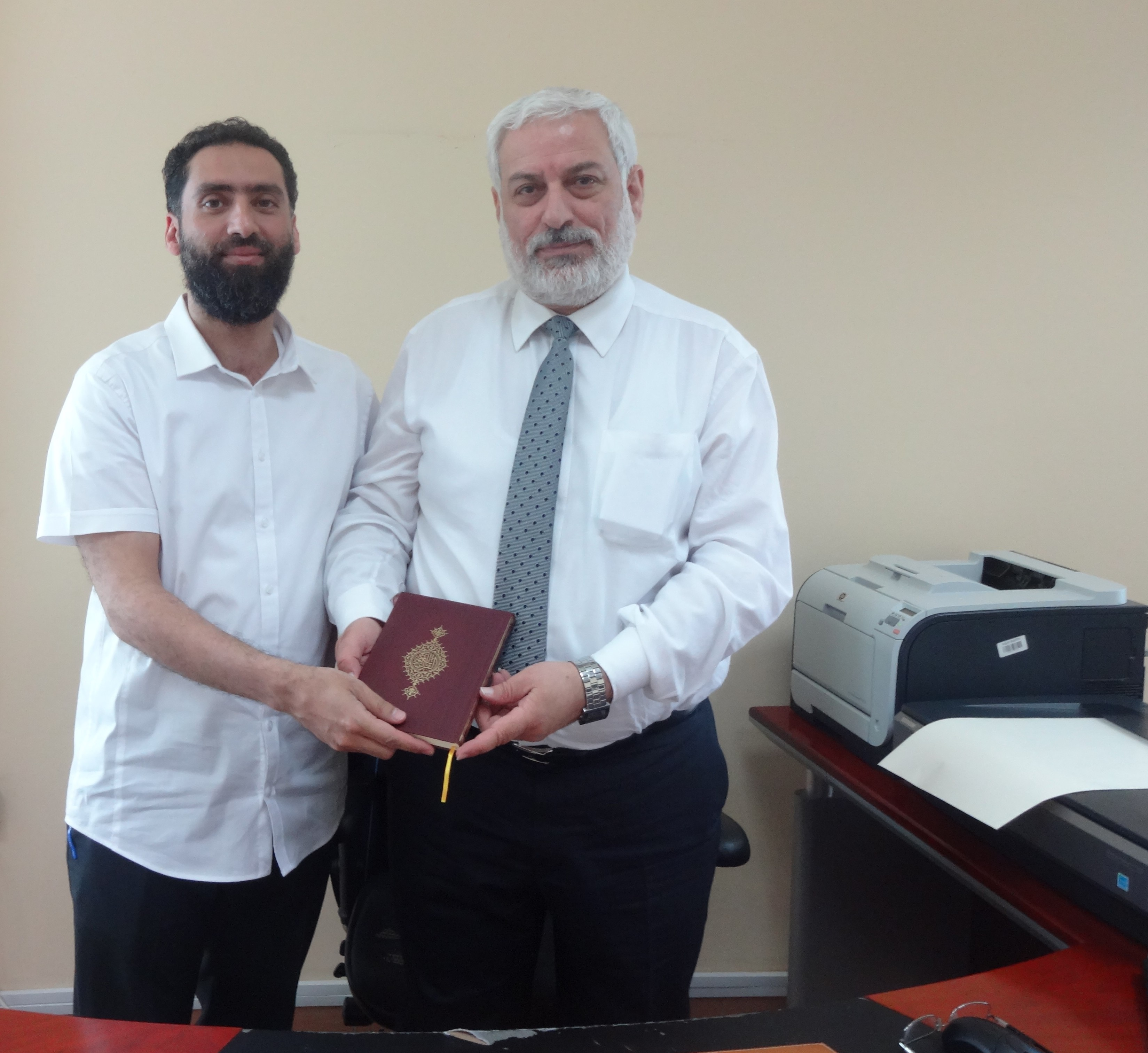
إهداء إلى الكاتب السوري أيمن ذو الغنى نسخة من مصحف قطر
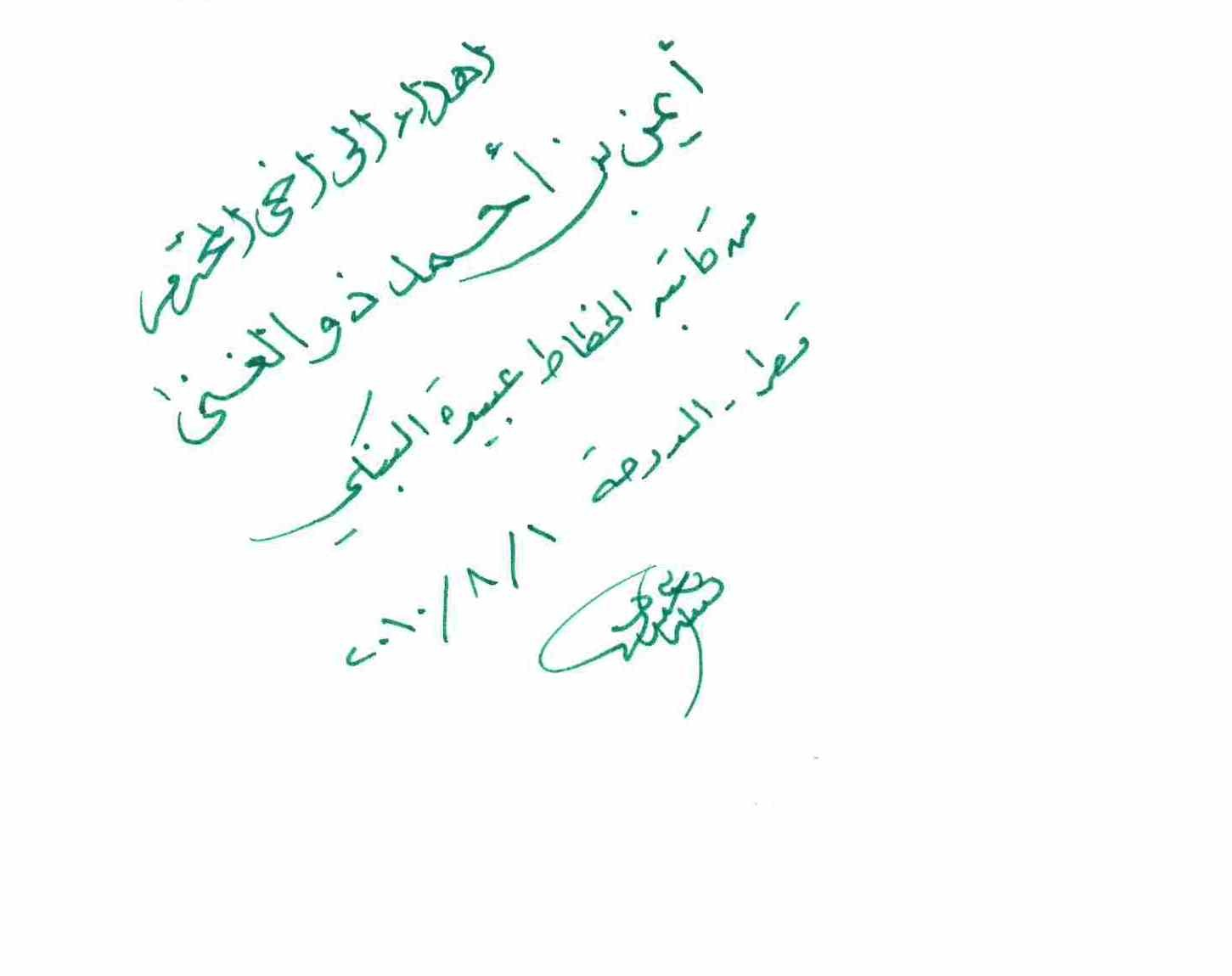
إهداء الطبعة الأولى من مصحف قطر إلى أيمن ذو الغنى
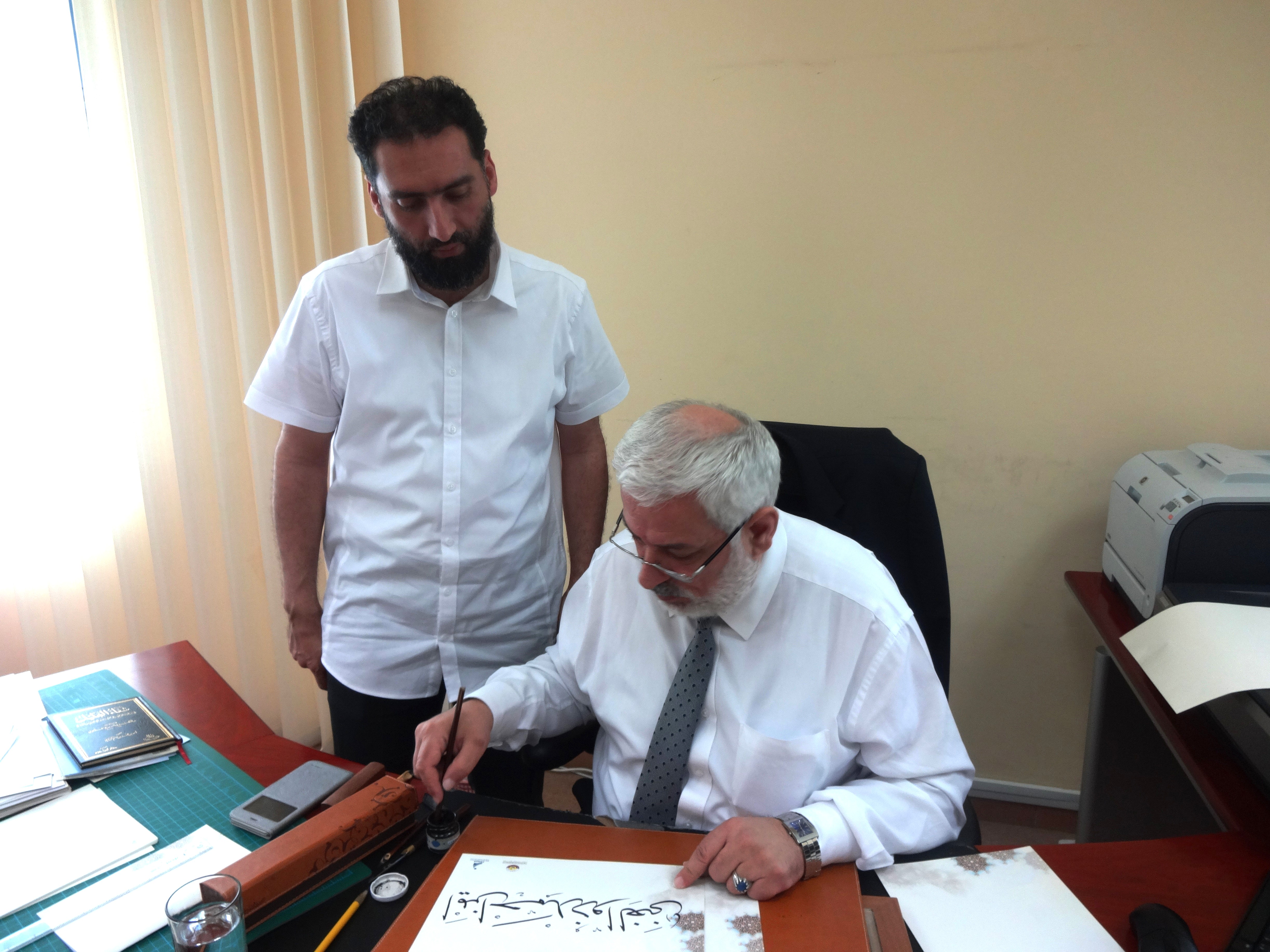
كتابة إهداء إلى أيمن ذو الغنى اسمه
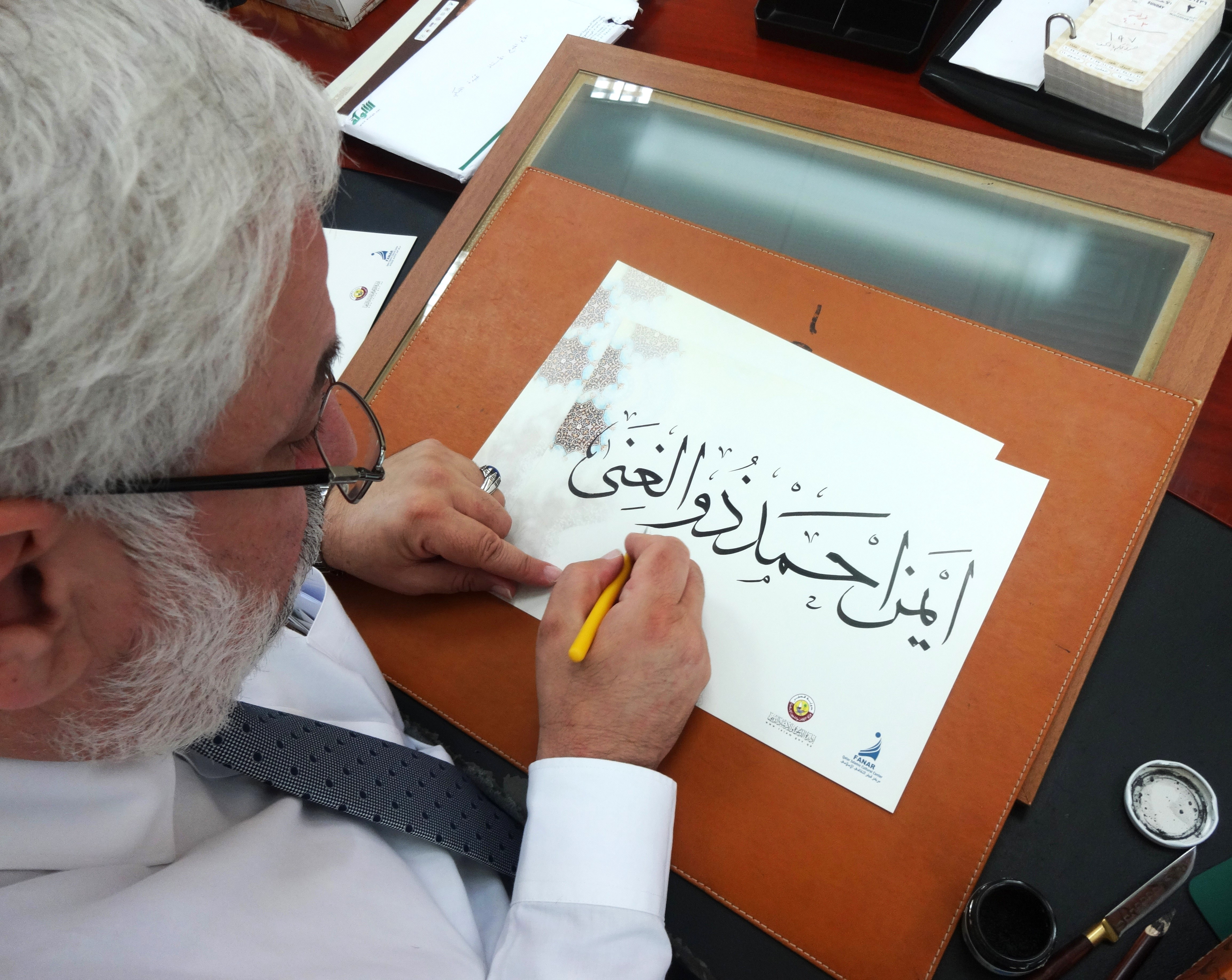
إهداء إلى أيمن ذو الغنى اسمه بخط الثلث
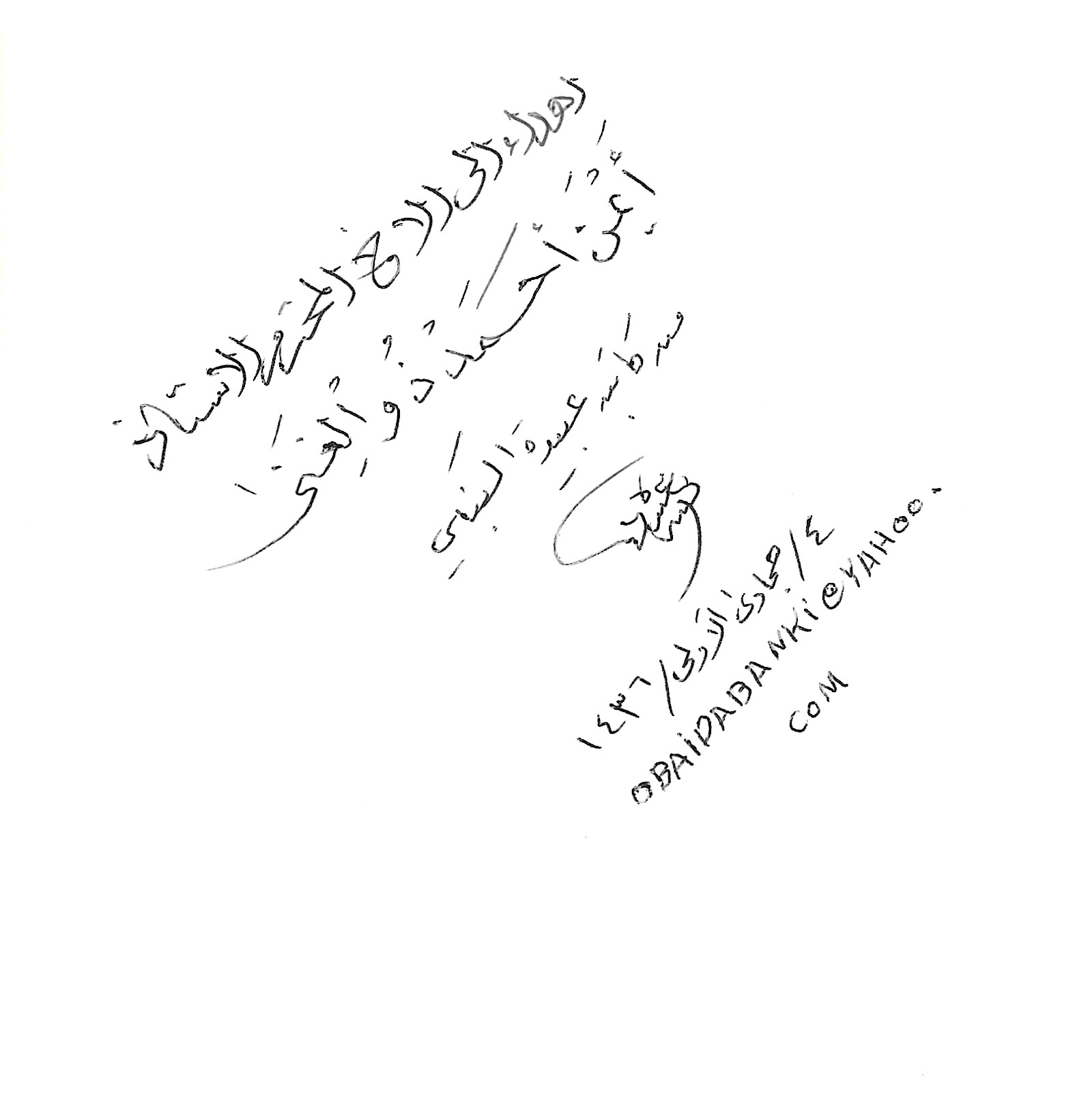
إهداء الطبعة الثالثة من مصحف قطر إلى أيمن ذو الغنى

### نماذج لوحات

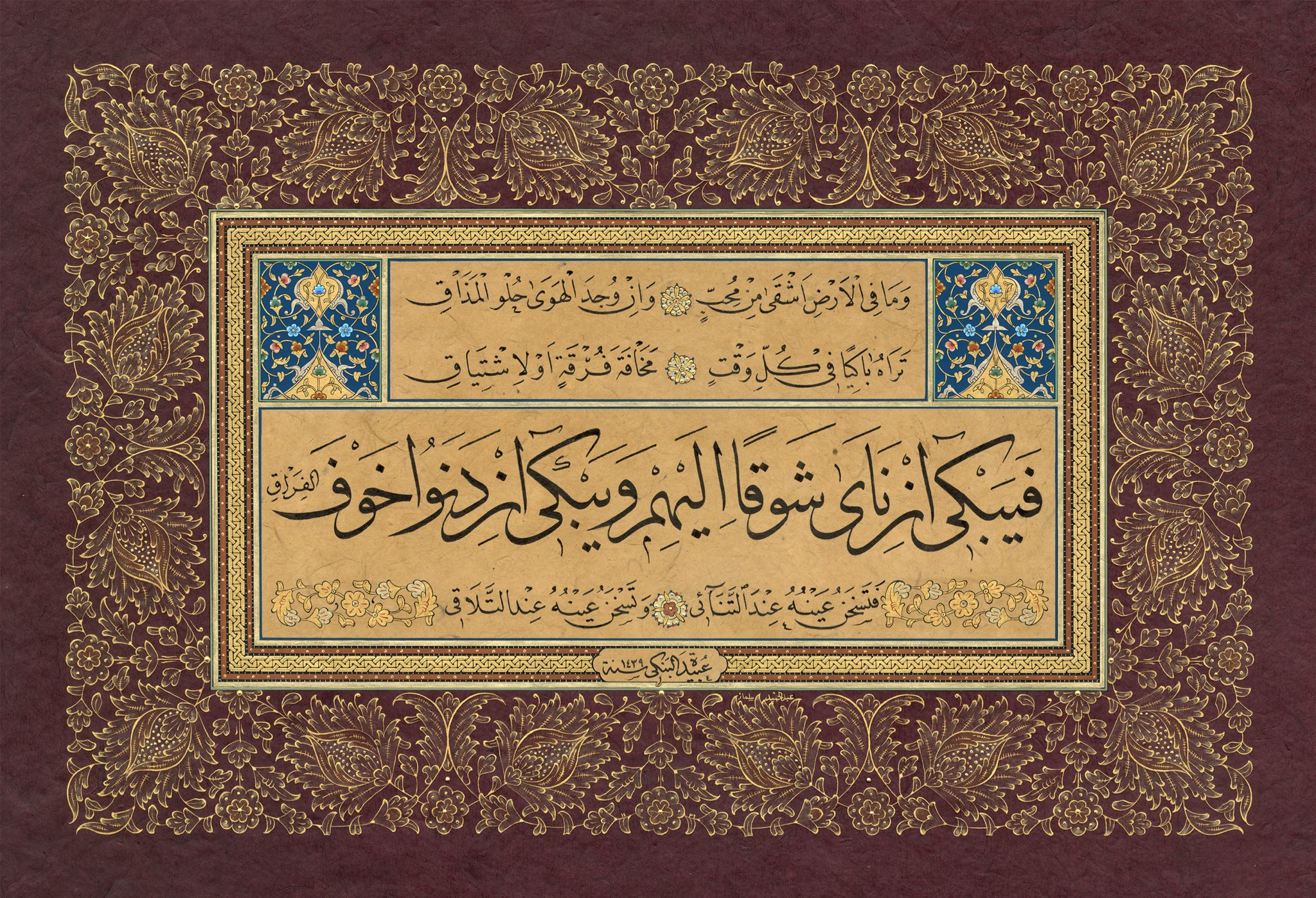
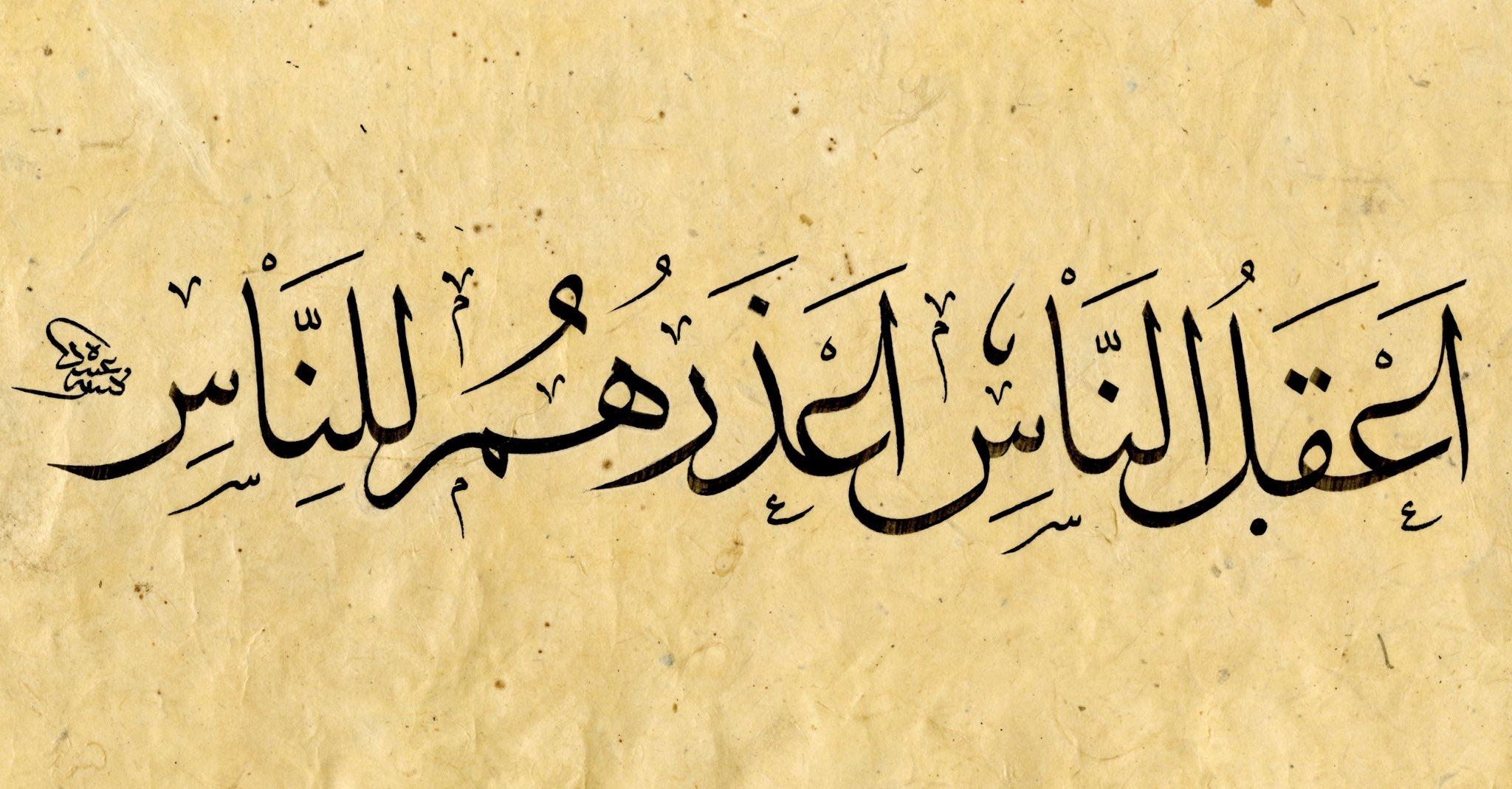
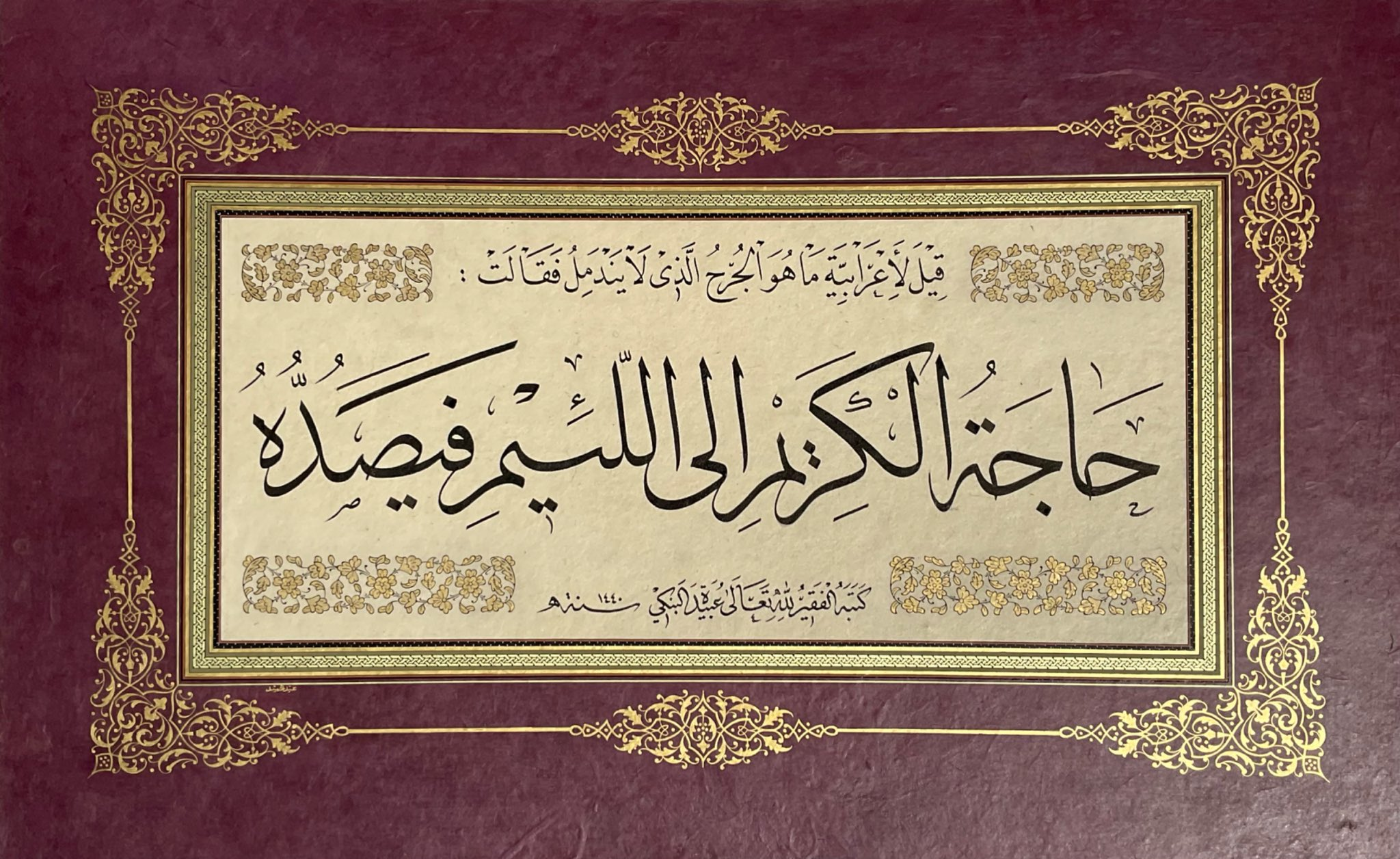
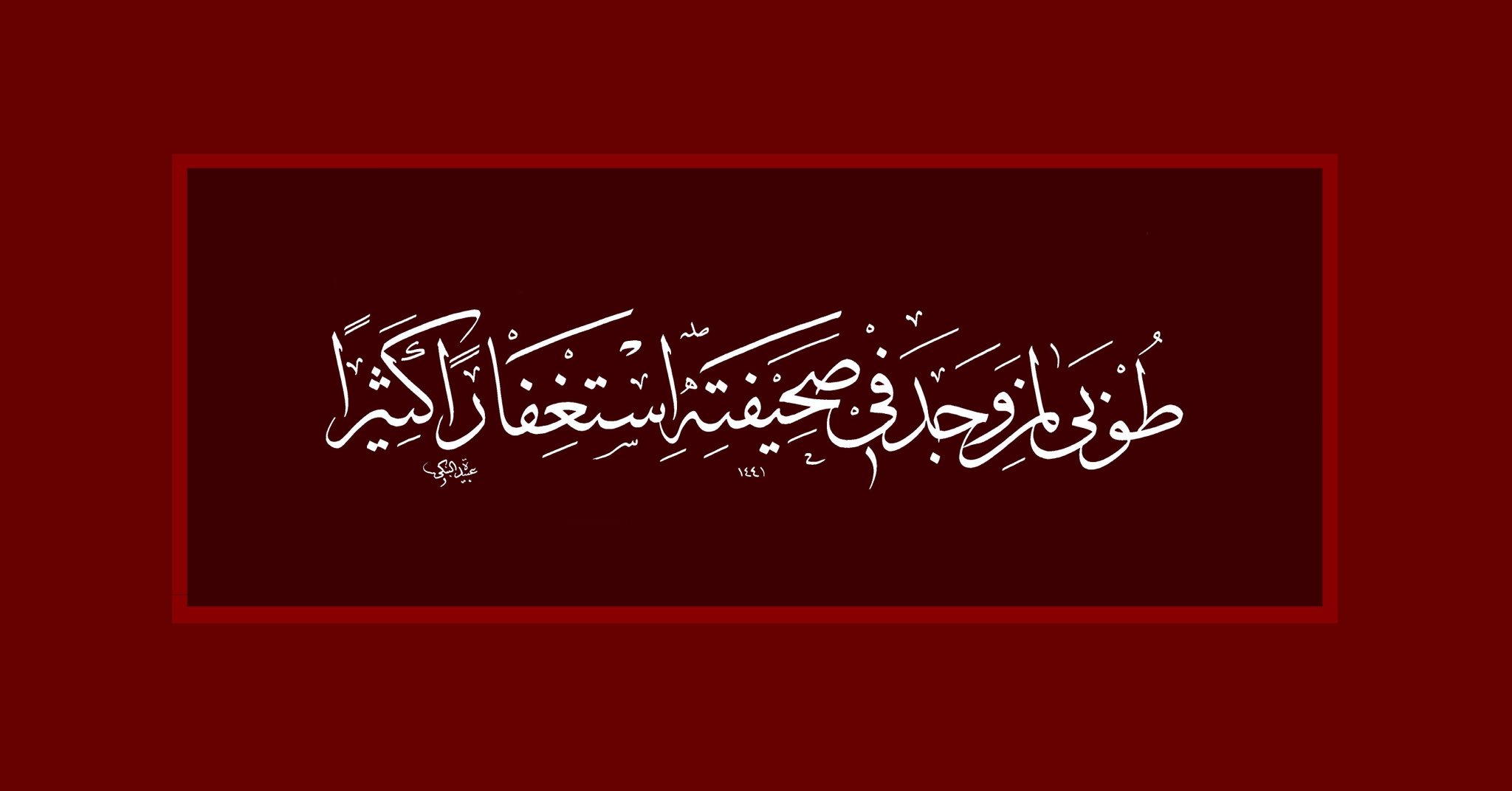
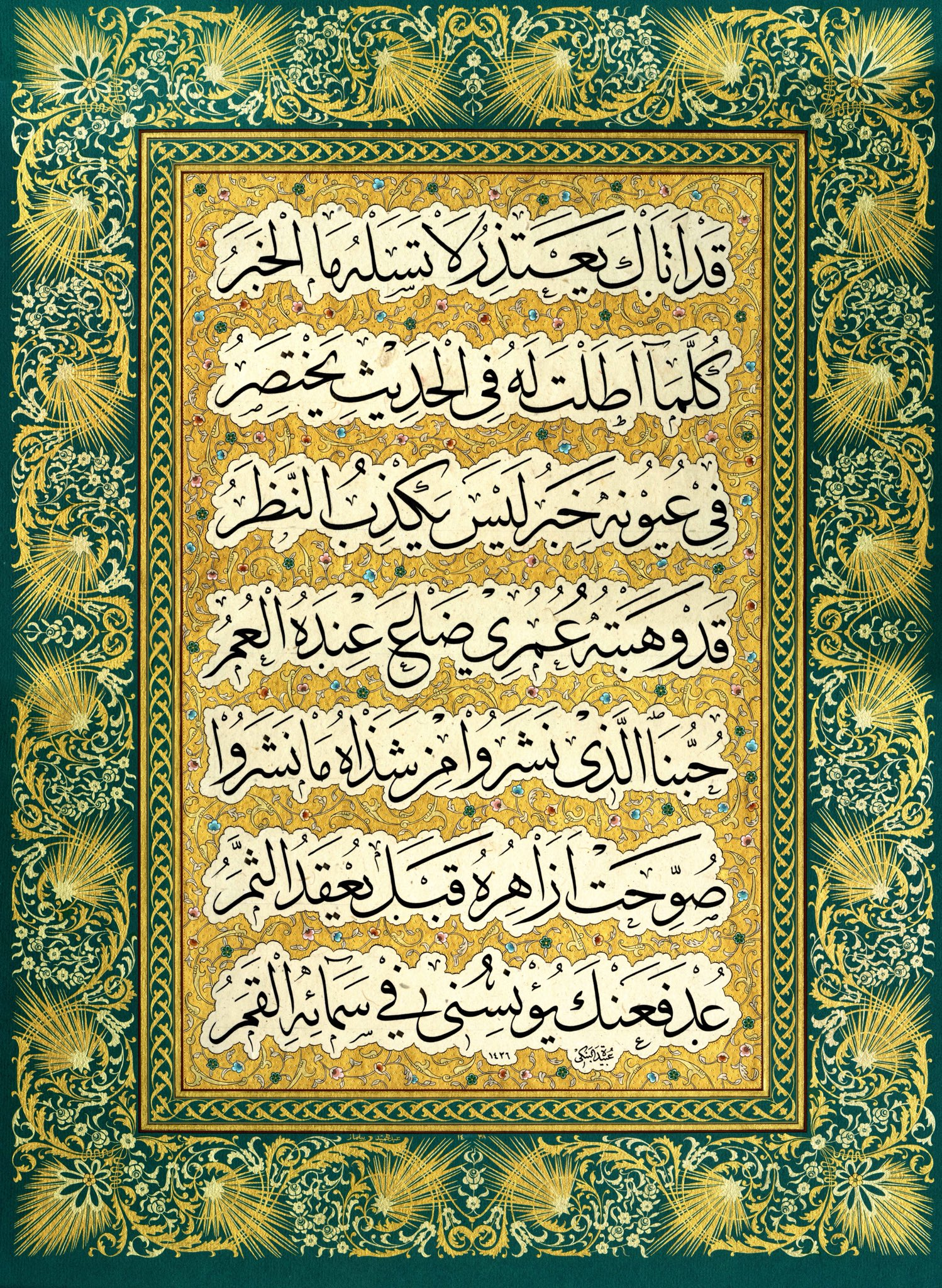
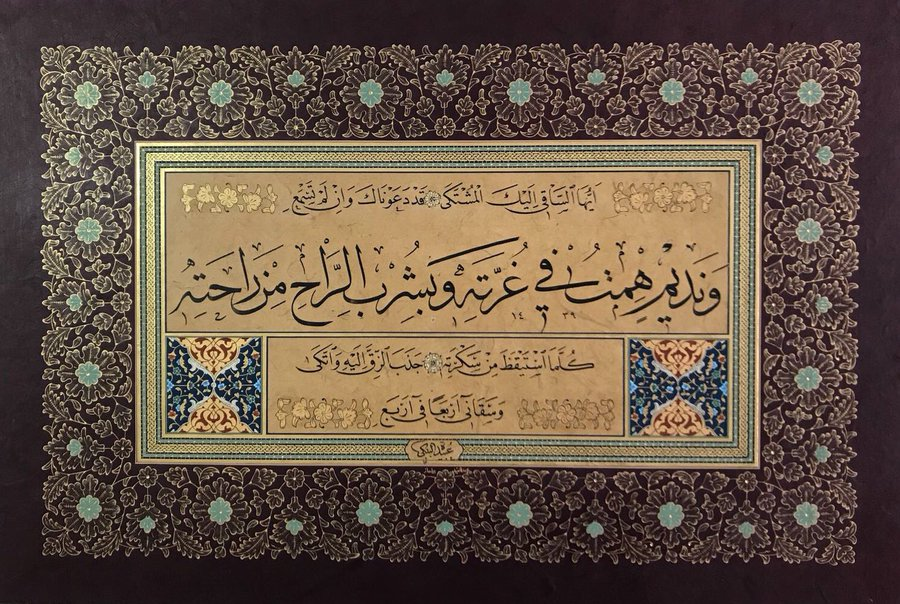
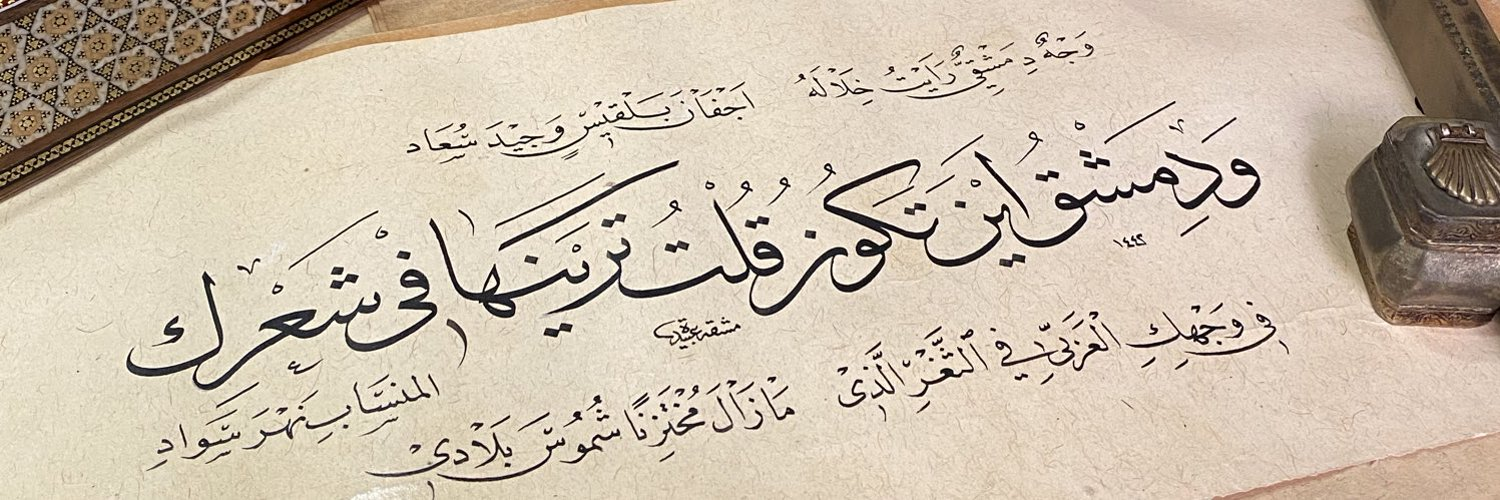
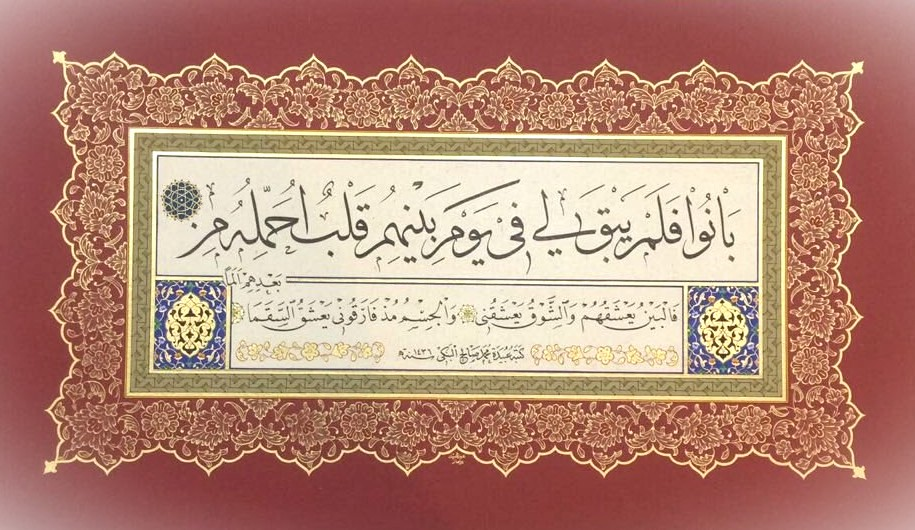
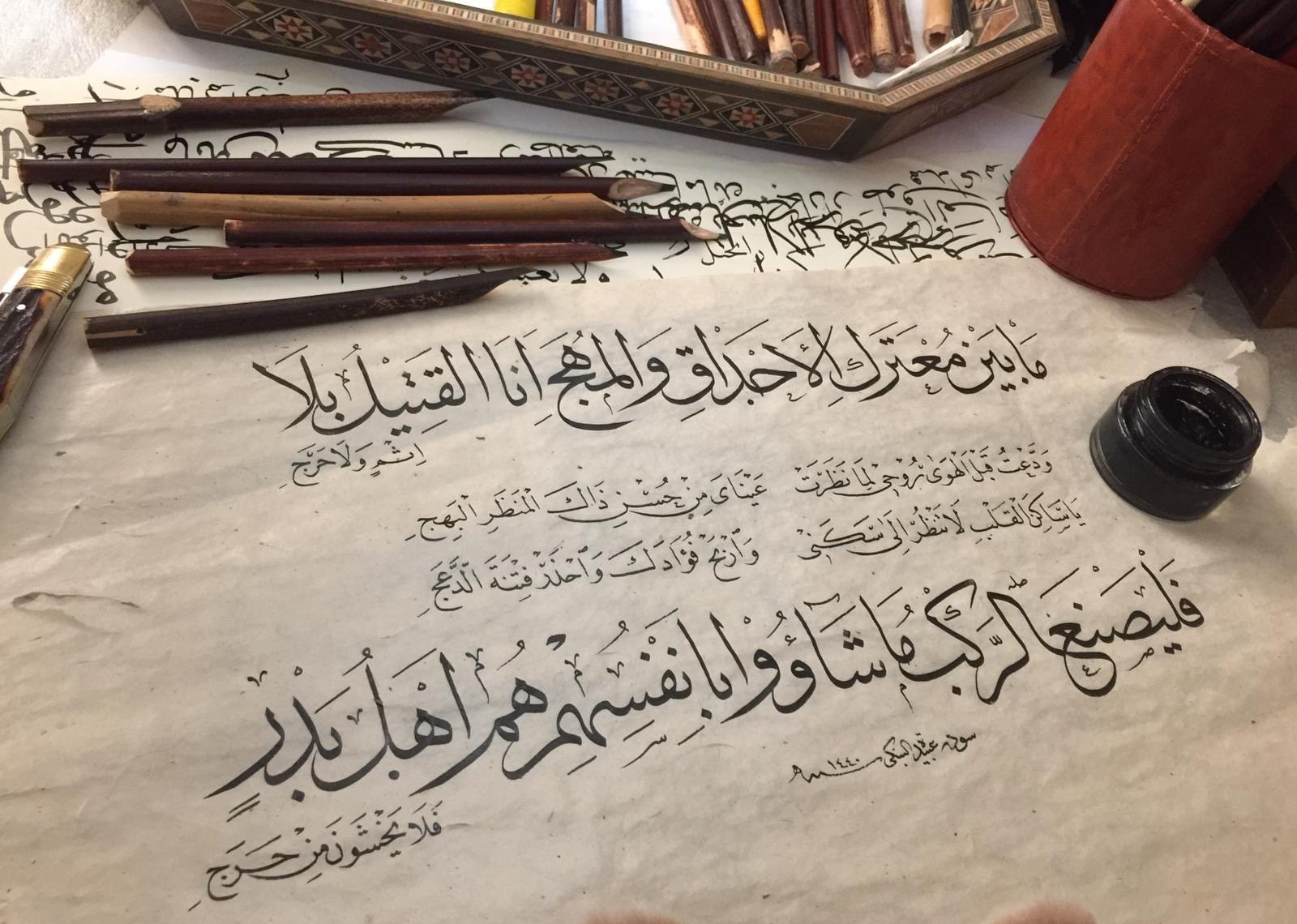
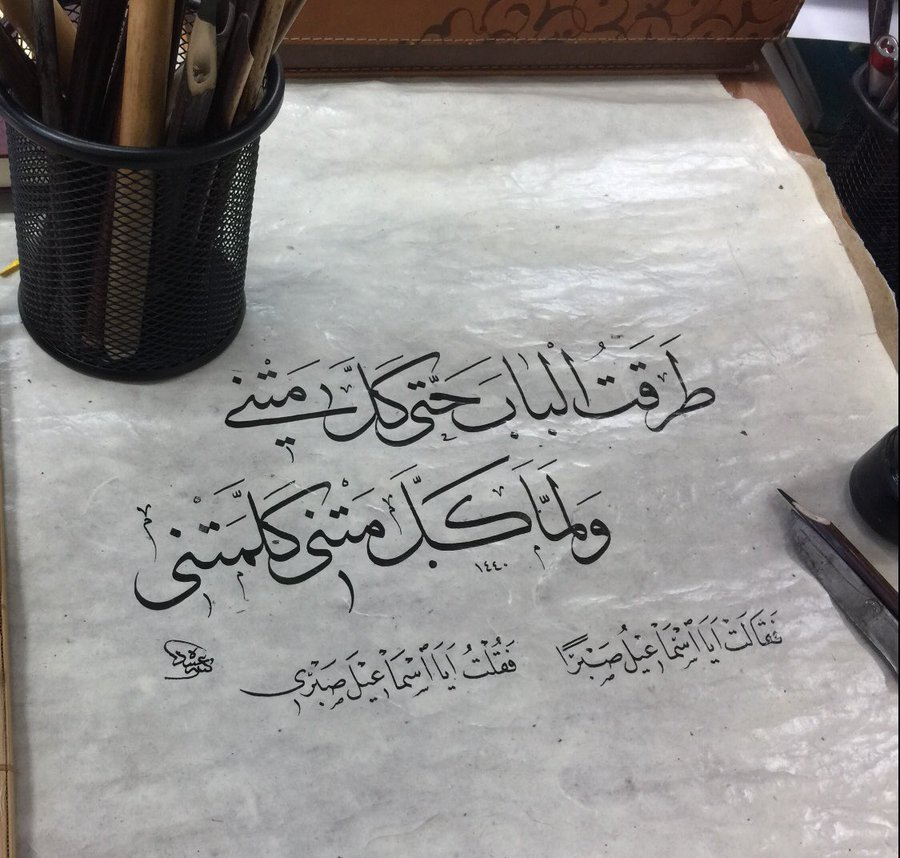
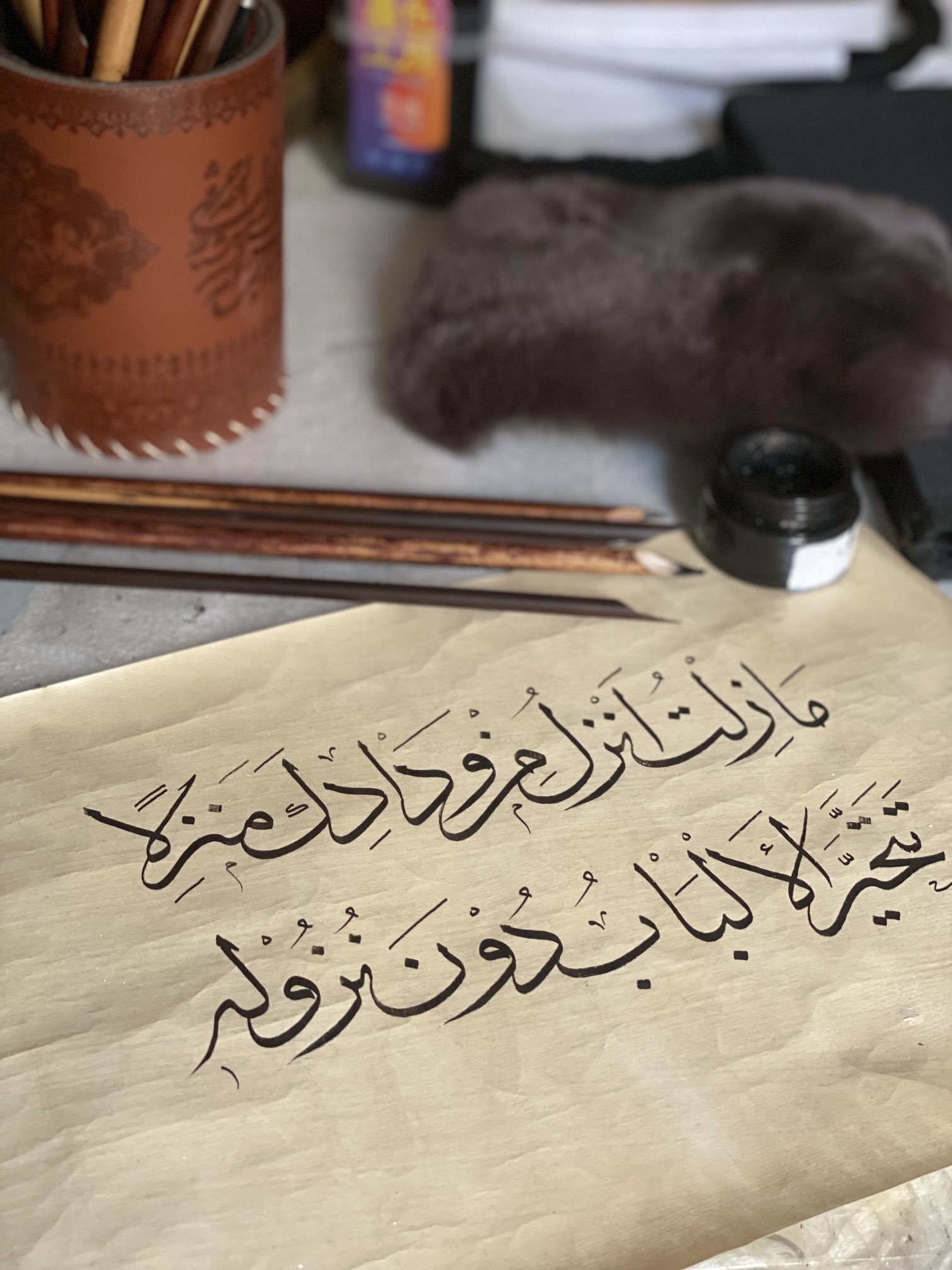
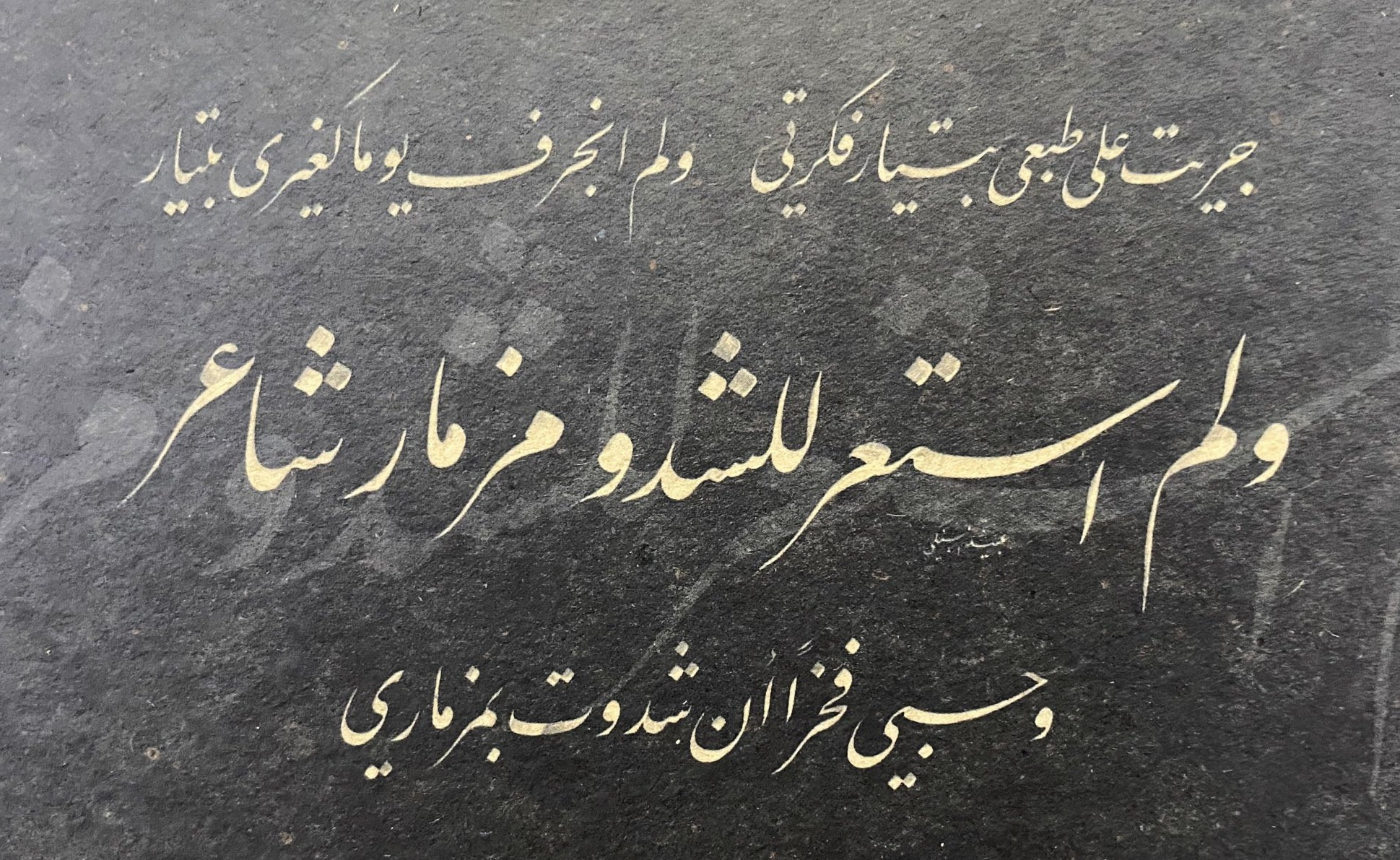

## وصلات خارجية
- عبيدة البنكي خطاط سوري نال جوائز عالمية في الخط العربي
- عبيدة البنكي خطاط سوري يكرِّمه أمير دولة قطر والرئيس التركي ويحفر اسمه بمونديال قطر
- صباح سوريا يلتقي الخطاط السوري العالمي عبيدة البنكي ويستعرض نجاحاته في قطر
- بيد الخطاط العالمي السوري عبيدة البنكي.. 22 ريالاً فئة نقدية جديدة توثق الحدث التاريخي في قطر